# Filtro (teoría de conjuntos)
En matemáticas, un filtro en un conjunto {\displaystyle X} es una familia {\displaystyle {\mathcal {B}}} de subconjuntos tal que:
1. {\displaystyle X\in {\mathcal {B}}} y {\displaystyle \emptyset \notin {\mathcal {B}}}
2. Si {\displaystyle A\in {\mathcal {B}}} y {\displaystyle B\in {\mathcal {B}}}, entonces {\displaystyle A\cap B\in {\mathcal {B}}}
3. Si {\displaystyle A,B\subset X,A\in {\mathcal {B}}} y {\displaystyle A\subset B}, entonces {\displaystyle B\in {\mathcal {B}}}

Se puede considerar que un filtro en un conjunto representa una "colección de subconjuntos grandes", siendo un ejemplo intuitivo de filtro de entornos. Los filtros aparecen en teoría del orden, en teoría de modelos y en teoría de conjuntos, pero también se pueden encontrar en topología, de donde se originan. La noción dual de filtro es la de ideal.
Los filtros fueron introducidos por Henri Cartan en 1937 y, como se describe en el artículo dedicado a filtros en topología, Nicolas Bourbaki los utilizó posteriormente en su libro Topologie Générale como una alternativa a la noción relacionada de red desarrollada en 1922 por E. H. Moore y Herman L. Smith. Los filtros de orden son generalizaciones de filtros desde conjuntos hasta conjuntos parcialmente ordenados arbitrarios. Específicamente, un filtro en un conjunto es simplemente un filtro de orden adecuado en el caso especial en el que el conjunto parcialmente ordenado consiste en el conjunto potencia ordenado por el criterio de inclusión.

## Preliminares, notación y nociones básicas
En este artículo, las letras romanas mayúsculas como {\displaystyle S{\text{ y }}X} denotan conjuntos (pero no familias, a menos que se indique lo contrario) y {\displaystyle \wp (X)} denotará el conjunto potencia de {\displaystyle X.} Un subconjunto de un conjunto potencia se llama familia de conjuntos (o simplemente, familia) donde se define sobre sobre {\displaystyle X} si es un subconjunto de {\displaystyle \wp (X).} Las familias de conjuntos se indicarán con letras de caligrafía mayúsculas como {\displaystyle {\mathcal {B}},{\mathcal {C}},{\text{ y }}{\mathcal {F}}.}
Siempre que se necesiten estas suposiciones, se debe asumir que {\displaystyle X} no está vacío y que {\displaystyle {\mathcal {B}},{\mathcal {F}},} etc., son familias de conjuntos sobre {\displaystyle X.}
Los términos "prefiltro" y "base de filtros" son sinónimos y se utilizarán indistintamente.
Advertencia sobre definiciones y notaciones alternativas
Lamentablemente, existen varios términos en la teoría de los filtros que los distintos autores definen de forma diferente. Incluyen algunos de los términos más importantes, como "filtro", si bien las diferentes definiciones del mismo término generalmente tienen una superposición significativa, debido a la naturaleza muy técnica de los filtros (y de la topología de conjuntos de puntos). Estas diferencias en las definiciones a menudo tienen consecuencias importantes. Al trabajar con literatura matemática, se recomienda que los lectores comprueben cómo el autor define la terminología relacionada con los filtros. Por esta razón, en este artículo se establecen claramente todas las definiciones tal como se utilizan. Desafortunadamente, no toda la notación relacionada con los filtros está bien establecida y algunas notaciones varían mucho según cada autor (por ejemplo, la notación para el conjunto de todos los prefiltros de un conjunto), por lo que en tales casos en este artículo se utiliza cualquier notación que se describa mejor o sea más sencilla de recordar.
La teoría de los filtros y prefiltros está bien desarrollada y tiene una gran cantidad de definiciones y notaciones, muchas de las cuales ahora se enumeran sin ceremonias para evitar que este artículo se vuelva prolijo y permitir una fácil búsqueda de notaciones y definiciones. Sus propiedades más importantes se describen más adelante.
Operaciones con conjuntos
El cierre hacia arriba o isotonización en {\displaystyle X} de una familia de conjuntos {\displaystyle {\mathcal {B}}\subseteq \wp (X)} es
| {\displaystyle {\mathcal {B}}^{\uparrow X}:=\{S\subseteq X~:~B\subseteq S{\text{ para algún }}B\in {\mathcal {B}}\,\}=\bigcup _{B\in {\mathcal {B}}}\{S~:~B\subseteq S\subseteq X\}} |

y de manera similar, el cierre hacia abajo de {\displaystyle {\mathcal {B}}} es {\displaystyle {\mathcal {B}}^{\downarrow }:=\{S\subseteq B~:~B\in {\mathcal {B}}\,\}=\bigcup _{B\in {\mathcal {B}}}\wp (B).}
| Notación y definición | Nombre |
| --- | --- |
| {\displaystyle \ker {\mathcal {B}}=\bigcap _{B\in {\mathcal {B}}}B}                                                                         | Núcleo de {\displaystyle {\mathcal {B}}} |
| {\displaystyle S\setminus {\mathcal {B}}:=\{S\setminus B~:~B\in {\mathcal {B}}\}=\{S\}\,(\setminus )\,{\mathcal {B}}}                       | Dual de {\displaystyle {\mathcal {B}}{\text{ en }}S} donde {\displaystyle S} es un conjunto. |
| {\displaystyle {\mathcal {B}}{\big \vert }_{S}:=\{B\cap S~:~B\in {\mathcal {B}}\}={\mathcal {B}}\,(\cap )\,\{S\}}                           | Traza de {\displaystyle {\mathcal {B}}{\text{ sobre }}S} o la restricción de {\displaystyle {\mathcal {B}}{\text{ en }}S} donde {\displaystyle S} es un conjunto; a veces denotado por {\displaystyle {\mathcal {B}}\cap S} |
| {\displaystyle {\mathcal {B}}\,(\cap )\,{\mathcal {C}}=\{B\cap C~:~B\in {\mathcal {B}}{\text{ y }}C\in {\mathcal {C}}\}}                    | Intersección de conjuntos uno a uno (donde {\displaystyle {\mathcal {B}}\cap {\mathcal {C}}} denota la intersección usual)                                                                                                  |
| {\displaystyle {\mathcal {B}}\,(\cup )\,{\mathcal {C}}=\{B\cup C~:~B\in {\mathcal {B}}{\text{ y }}C\in {\mathcal {C}}\}}                    | Unión de conjuntos uno a uno (donde {\displaystyle {\mathcal {B}}\cup {\mathcal {C}}} denota la unión usual) |
| {\displaystyle {\mathcal {B}}\,(\setminus )\,{\mathcal {C}}=\{B\setminus C~:~B\in {\mathcal {B}}{\text{ y }}C\in {\mathcal {C}}\}}          | Substracción de conjuntos uno a uno (donde {\displaystyle {\mathcal {B}}\setminus {\mathcal {C}}} denota el complemento de un conjunto usual)                                                                               |
| {\displaystyle {\mathcal {B}}^{\#X}={\mathcal {B}}^{\#}=\{S\subseteq X~:~S\cap B\neq \varnothing {\text{ para todo }}B\in {\mathcal {B}}\}} | Retículo de {\displaystyle {\mathcal {B}}{\text{ en }}X} |
| {\displaystyle \wp (X)=\{S~:~S\subseteq X\}}                                                                                                | Conjunto potencia de un conjunto {\displaystyle X} |

| Para dos familias cualesquiera, {\displaystyle {\mathcal {C}}{\text{ y }}{\mathcal {F}},} se declara que {\displaystyle {\mathcal {C}}\leq {\mathcal {F}}} si y solo si para cada {\displaystyle C\in {\mathcal {C}}} existe algún {\displaystyle F\in {\mathcal {F}}{\text{ tal que }}F\subseteq C,} en cuyo caso se dice que {\displaystyle {\mathcal {C}}} es más grueso que {\displaystyle {\mathcal {F}}} y que {\displaystyle {\mathcal {F}}} es más fino (o subordinado a) {\displaystyle {\mathcal {C}}.} La notación {\displaystyle {\mathcal {F}}\vdash {\mathcal {C}}{\text{ o }}{\mathcal {F}}\geq {\mathcal {C}}} también puede usarse en lugar de {\displaystyle {\mathcal {C}}\leq {\mathcal {F}}.} Dos familias {\displaystyle {\mathcal {B}}{\text{ y }}{\mathcal {C}}} coinciden, situación notada como {\displaystyle {\mathcal {B}}\#{\mathcal {C}},} si {\displaystyle B\cap C\neq \varnothing {\text{ para todo }}B\in {\mathcal {B}}{\text{ y }}C\in {\mathcal {C}}.} |

En todo momento, {\displaystyle f} es una aplicación y {\displaystyle S} es un conjunto.
| Notación y definición                                                                 | Nombre |
| ------------------------------------------------------------------------------------- | --- |
| {\displaystyle f^{-1}({\mathcal {B}})=\left\{f^{-1}(B)~:~B\in {\mathcal {B}}\right\}} | Imagen de {\displaystyle {\mathcal {B}}{\text{ bajo }}f^{-1},} o la preimagen de {\displaystyle {\mathcal {B}}} bajo {\displaystyle f} |
| {\displaystyle f^{-1}(S)=\{x\in \operatorname {dominio} f~:~f(x)\in S\}}              | Imagen de {\displaystyle S{\text{ bajo }}f^{-1},} o la preimagen de {\displaystyle S{\text{ bajo }}f}                                  |
| {\displaystyle f({\mathcal {B}})=\{f(B)~:~B\in {\mathcal {B}}\}}                      | Imagen de {\displaystyle {\mathcal {B}}} bajo {\displaystyle f}                                                                        |
| {\displaystyle f(S)=\{f(s)~:~s\in S\cap \operatorname {dominio} f\}}                  | Imagen de {\displaystyle S{\text{ bajo }}f}                                                                                            |
| {\displaystyle \operatorname {imagen} f=f(\operatorname {dominio} f)}                 | Imagen (o rango) de {\displaystyle f}                                                                                                  |

Las redes y sus colas
Un conjunto dirigido es un conjunto {\displaystyle I} junto con un conjunto preordenado, que se denotará por {\displaystyle \,\leq \,} (a menos que se indique explícitamente lo contrario), que convierte a {\displaystyle (I,\leq )} en un (upward) directed set; esto significa que para todo {\displaystyle i,j\in I,} existe algún {\displaystyle k\in I} tal que {\displaystyle i\leq k{\text{ y }}j\leq k.} para cualquier índices {\displaystyle i{\text{ y }}j,} la notación {\displaystyle j\geq i} se define como {\displaystyle i\leq j} mientras que {\displaystyle i<j} se define para significar que {\displaystyle i\leq j} se cumple, pero not es cierto que {\displaystyle j\leq i} (si {\displaystyle \,\leq \,} es antisymmetric, entonces esto es equivalente a {\displaystyle i\leq j{\text{ y }}i\neq j}).
Un net in {\displaystyle X} es un mapa de un conjunto dirigido no vacío en {\displaystyle X.}
La notación {\displaystyle x_{\bullet }=\left(x_{i}\right)_{i\in I}} se utilizará para indicar una red con dominio {\displaystyle I.}
| Notatción y definición | Nombre |
| --- | --- |
| {\displaystyle I_{\geq i}=\{j\in I~:~j\geq i\}}                                                                                      | Cola o sección de {\displaystyle I} empezando en {\displaystyle i\in I} donde {\displaystyle (I,\leq )} es un conjunto dirigido. |
| {\displaystyle x_{\geq i}=\left\{x_{j}~:~j\geq i{\text{ y }}j\in I\right\}}                                                          | Cola o sección de {\displaystyle x_{\bullet }=\left(x_{i}\right)_{i\in I}} empezando en {\displaystyle i\in I} |
| {\displaystyle \operatorname {Colas} \left(x_{\bullet }\right)=\left\{x_{\geq i}~:~i\in I\right\}}                                   | Conjunto o prefiltro de colas/secciones de {\displaystyle x_{\bullet }.} También llamado base de filtro final generada por (las colas de) {\displaystyle x_{\bullet }=\left(x_{i}\right)_{i\in I}.} Si {\displaystyle x_{\bullet }} es una sucesión, entonces {\displaystyle \operatorname {Colas} \left(x_{\bullet }\right)} también se llama base de filtro secuencial. |
| {\displaystyle \operatorname {Filtrodecolas} \left(x_{\bullet }\right)=\operatorname {Colas} \left(x_{\bullet }\right)^{\uparrow X}} | Filtro final de/generado por (colas de) {\displaystyle x_{\bullet }=\left(x_{i}\right)_{i\in I}} |
| {\displaystyle f\left(I_{\geq i}\right)=\{f(j)~:~j\geq i{\text{ y }}j\in I\}}                                                        | Cola o sección de una red {\displaystyle f:I\to X} comenzando en {\displaystyle i\in I} donde {\displaystyle (I,\leq )} es un conjunto dirigido. |

Advertencia sobre el uso de la comparación estricta
Si {\displaystyle x_{\bullet }=\left(x_{i}\right)_{i\in I}} es una red y {\displaystyle i\in I}, entonces es posible que el conjunto {\displaystyle x_{>i}=\left\{x_{j}~:~j>i{\text{ y }}j\in I\right\},} que se llama la cola de {\displaystyle x_{\bullet }} después de {\displaystyle i}, esté vacío (por ejemplo, esto sucede si {\displaystyle i} es una cota superior del conjunto dirigido {\displaystyle I}).
En este caso, la familia {\displaystyle \left\{x_{>i}~:~i\in I\right\}} contendría el conjunto vacío, lo que impediría que fuera un prefiltro (definido más adelante).
Esta es la razón (importante) para definir {\displaystyle \operatorname {Colas} \left(x_{\bullet }\right)} como {\displaystyle \left\{x_{\geq i}~:~i\in I\right\}} en lugar de {\displaystyle \left\{x_{>i}~:~i\in I\right\}} o incluso {\displaystyle \left\{x_{>i}~:~i\in I\right\}\cup \left\{x_{\geq i}~:~i\in I\right\}} y es por esta razón que en general, cuando se trata del prefiltro de colas de una red, la desigualdad estricta {\displaystyle \,<\,} no puede usarse indistintamente con la desigualdad {\displaystyle \,\leq .}

## Filtros y prefiltros
| Familias de conjuntos {\displaystyle {\mathcal {F}}} sobre {\displaystyle \Omega } | Familias de conjuntos {\displaystyle {\mathcal {F}}} sobre {\displaystyle \Omega } | Familias de conjuntos {\displaystyle {\mathcal {F}}} sobre {\displaystyle \Omega } | Familias de conjuntos {\displaystyle {\mathcal {F}}} sobre {\displaystyle \Omega } | Familias de conjuntos {\displaystyle {\mathcal {F}}} sobre {\displaystyle \Omega } | Familias de conjuntos {\displaystyle {\mathcal {F}}} sobre {\displaystyle \Omega } | Familias de conjuntos {\displaystyle {\mathcal {F}}} sobre {\displaystyle \Omega } | Familias de conjuntos {\displaystyle {\mathcal {F}}} sobre {\displaystyle \Omega } | Familias de conjuntos {\displaystyle {\mathcal {F}}} sobre {\displaystyle \Omega } | Familias de conjuntos {\displaystyle {\mathcal {F}}} sobre {\displaystyle \Omega } | Familias de conjuntos {\displaystyle {\mathcal {F}}} sobre {\displaystyle \Omega } |
| --- | ---------------------------------------------------------------------------------- | ---------------------------------------------------------------------------------- | ---------------------------------------------------------------------------------- | ---------------------------------------------------------------------------------- | ---------------------------------------------------------------------------------- | ---------------------------------------------------------------------------------- | ---------------------------------------------------------------------------------- | ---------------------------------------------------------------------------------- | ---------------------------------------------------------------------------------- | ---------------------------------------------------------------------------------- |
| Es necesariamente cierto de {\displaystyle {\mathcal {F}}\colon } o {\displaystyle {\mathcal {F}}} es cerrado bajo: | Dirigido por {\displaystyle \,\supseteq }                                          | {\displaystyle A\cap B}                                                            | {\displaystyle A\cup B}                                                            | {\displaystyle B\setminus A}                                                       | {\displaystyle \Omega \setminus A}                                                 | {\displaystyle A_{1}\cap A_{2}\cap \cdots }                                        | {\displaystyle A_{1}\cup A_{2}\cup \cdots }                                        | {\displaystyle \Omega \in {\mathcal {F}}}                                          | {\displaystyle \varnothing \in {\mathcal {F}}}                                     | P.I.F.                                                                             |
| Sistema Π | Yes                                                                                | Yes                                                                                | No                                                                                 | No                                                                                 | No                                                                                 | No                                                                                 | No                                                                                 | No                                                                                 | No                                                                                 | No                                                                                 |
| Semianillo | Yes                                                                                | Yes                                                                                | No                                                                                 | No                                                                                 | No                                                                                 | No                                                                                 | No                                                                                 | No                                                                                 | Yes                                                                                | Nunca                                                                              |
| Semiálgebra (Semicuerpo) | Yes                                                                                | Yes                                                                                | No                                                                                 | No                                                                                 | No                                                                                 | No                                                                                 | No                                                                                 | No                                                                                 | Yes                                                                                | Nunca                                                                              |
| Clase monótona | No                                                                                 | No                                                                                 | No                                                                                 | No                                                                                 | No                                                                                 | Solo si {\displaystyle A_{i}\searrow }                                             | Solo si {\displaystyle A_{i}\nearrow }                                             | No                                                                                 | No                                                                                 | No                                                                                 |
| Sistema λ (Sistema de Dynkin) | Yes                                                                                | No                                                                                 | No                                                                                 | Solo si {\displaystyle A\subseteq B}                                               | Yes                                                                                | No                                                                                 | Solo si {\displaystyle A_{i}\nearrow } o son disjuntos                             | Yes                                                                                | Yes                                                                                | Nunca                                                                              |
| Anillo (Teoría del orden) | Yes                                                                                | Yes                                                                                | Yes                                                                                | No                                                                                 | No                                                                                 | No                                                                                 | No                                                                                 | No                                                                                 | No                                                                                 | No                                                                                 |
| Anillo (Teoría de la medida) | Yes                                                                                | Yes                                                                                | Yes                                                                                | Yes                                                                                | No                                                                                 | No                                                                                 | No                                                                                 | No                                                                                 | Yes                                                                                | Nunca                                                                              |
| Anillo δ | Yes                                                                                | Yes                                                                                | Yes                                                                                | Yes                                                                                | No                                                                                 | Yes                                                                                | No                                                                                 | No                                                                                 | Yes                                                                                | Nunca                                                                              |
| Anillo Σ | Yes                                                                                | Yes                                                                                | Yes                                                                                | Yes                                                                                | No                                                                                 | Yes                                                                                | Yes                                                                                | No                                                                                 | Yes                                                                                | Nunca                                                                              |
| Álgebra (Cuerpo) | Yes                                                                                | Yes                                                                                | Yes                                                                                | Yes                                                                                | Yes                                                                                | No                                                                                 | No                                                                                 | Yes                                                                                | Yes                                                                                | Nunca                                                                              |
| Álgebra Σ (Cuerpo Σ) | Yes                                                                                | Yes                                                                                | Yes                                                                                | Yes                                                                                | Yes                                                                                | Yes                                                                                | Yes                                                                                | Yes                                                                                | Yes                                                                                | Nunca                                                                              |
| Ideal dual | Yes                                                                                | Yes                                                                                | Yes                                                                                | No                                                                                 | No                                                                                 | No                                                                                 | Yes                                                                                | Yes                                                                                | No                                                                                 | No                                                                                 |
| Filtro | Yes                                                                                | Yes                                                                                | Yes                                                                                | Nunca                                                                              | Nunca                                                                              | No                                                                                 | Yes                                                                                | Yes                                                                                | {\displaystyle \varnothing \not \in {\mathcal {F}}}                                | Yes                                                                                |
| Prefiltro (Base de filtros) | Yes                                                                                | No                                                                                 | No                                                                                 | Nunca                                                                              | Nunca                                                                              | No                                                                                 | No                                                                                 | No                                                                                 | {\displaystyle \varnothing \not \in {\mathcal {F}}}                                | Yes                                                                                |
| Subbase de filtros | No                                                                                 | No                                                                                 | No                                                                                 | Nunca                                                                              | Nunca                                                                              | No                                                                                 | No                                                                                 | No                                                                                 | {\displaystyle \varnothing \not \in {\mathcal {F}}}                                | Yes                                                                                |
| Topología abierta | Yes                                                                                | Yes                                                                                | Yes                                                                                | No                                                                                 | No                                                                                 | No                                                                                 | (Incluso {\displaystyle \cup } arbitrario)                                         | Yes                                                                                | Yes                                                                                | Nunca                                                                              |
| Topología cerrada | Yes                                                                                | Yes                                                                                | Yes                                                                                | No                                                                                 | No                                                                                 | (Incluso {\displaystyle \cap } arbitrario)                                         | No                                                                                 | Yes                                                                                | Yes                                                                                | Nunca                                                                              |
| Es necesariamente cierto de {\displaystyle {\mathcal {F}}\colon } o {\displaystyle {\mathcal {F}}} es cerrado bajo: | Dirigido abajo                                                                     | Intersecciones finitas                                                             | Uniones finitas                                                                    | Complementos relativos                                                             | Complementos en {\displaystyle \Omega }                                            | Intersecciones numerables                                                          | Uniones numerables                                                                 | Contiene a {\displaystyle \Omega }                                                 | Contiene a {\displaystyle \varnothing }                                            | Propiedad de la Intersección Finita                                                |
| Además, un semianillo es un sistema Π donde cada complemento {\displaystyle B\setminus A} es igual a una unión disjunta finita de conjuntos en {\displaystyle {\mathcal {F}}.} . Una semiálgebra es un semianillo que contiene a {\displaystyle \Omega .} {\displaystyle A,B,A_{1},A_{2},\ldots } son elementos arbitrarios de {\displaystyle {\mathcal {F}}} y se supone que {\displaystyle {\mathcal {F}}\neq \varnothing .} |                                                                                    |                                                                                    |                                                                                    |                                                                                    |                                                                                    |                                                                                    |                                                                                    |                                                                                    |                                                                                    |                                                                                    |

La siguiente es una lista de propiedades que puede poseer una familia {\displaystyle {\mathcal {B}}} de conjuntos y que forman las propiedades definitorias de filtros, prefiltros y subbases de filtros. Siempre que sea necesario, se debe asumir que {\displaystyle {\mathcal {B}}\subseteq \wp (X).}
| La familia de conjuntos {\displaystyle {\mathcal {B}}} es: 1. Un filtro propio o no degenerado si {\displaystyle \varnothing \not \in {\mathcal {B}}.} De lo contrario, si {\displaystyle \varnothing \in {\mathcal {B}},} entonces se llama impropio o degenerado. 2. Dirigido hacia abajo si siempre que {\displaystyle A,B\in {\mathcal {B}}} existe algún {\displaystyle C\in {\mathcal {B}}} tal que {\displaystyle C\subseteq A\cap B.} - Esta propiedad se puede caracterizar en términos de direccionalidad, lo que explica la palabra "dirigido": una relación binaria {\displaystyle \,\preceq \,} en {\displaystyle {\mathcal {B}}} se llama dirigido (hacia arriba) si para dos {\displaystyle A{\text{ y }}B,} hay algún {\displaystyle C} que satisfaga que {\displaystyle A\preceq C{\text{ y }}B\preceq C.} El uso de {\displaystyle \,\supseteq \,} en lugar de {\displaystyle \,\preceq \,} da la definición de dirigido hacia abajo, mientras que usar {\displaystyle \,\subseteq \,} en su lugar da la definición de dirigido hacia arriba. Explícitamente, {\displaystyle {\mathcal {B}}} es dirigido hacia abajo (respectivamente dirigido hacia arriba) si y solo si para todo {\displaystyle A,B\in {\mathcal {B}},} existe algún {\displaystyle C\in {\mathcal {B}}} "mayor" tal que {\displaystyle A\supseteq C{\text{ y }}B\supseteq C} (respectivamente tal que {\displaystyle A\subseteq C{\text{ y }}B\subseteq C}) - donde el elemento "mayor" siempre está en el lado derecho, − que puede reescribirse como {\displaystyle A\cap B\supseteq C} (o como {\displaystyle A\cup B\subseteq C}). - Si una familia {\displaystyle {\mathcal {B}}} tiene un elemento mayor con respecto a {\displaystyle \,\supseteq \,} (por ejemplo, si {\displaystyle \varnothing \in {\mathcal {B}}}) entonces necesariamente está dirigido hacia abajo. 3. Cerrado bajo intersecciones finitas (respectivamente uniones) si la intersección (respectivamente unión) de dos elementos cualesquiera de {\displaystyle {\mathcal {B}}} es un elemento de {\displaystyle {\mathcal {B}}.} - Si {\displaystyle {\mathcal {B}}} está cerrado bajo un número de intersecciones finito, entonces {\displaystyle {\mathcal {B}}} está necesariamente dirigido hacia abajo. Lo contrario es generalmente falso. 4. Cerrado hacia abajo o isotono en {\displaystyle X} si {\displaystyle {\mathcal {B}}\subseteq \wp (X){\text{ y }}{\mathcal {B}}={\mathcal {B}}^{\uparrow X},} o equivalente, si siempre que {\displaystyle B\in {\mathcal {B}}} y algún conjunto {\displaystyle C} satisfaga {\displaystyle B\subseteq C\subseteq X,{\text{ entonces }}C\in {\mathcal {B}}.} De manera similar, {\displaystyle {\mathcal {B}}} es cerrado hacia abajo si {\displaystyle {\mathcal {B}}={\mathcal {B}}^{\downarrow }.} Un conjunto cerrado hacia arriba (respectivamente, hacia abajo) también se llama conjunto superior (respectivamente conjunto inferior). - La familia {\displaystyle {\mathcal {B}}^{\uparrow X},} que es el cierre ascendente de {\displaystyle {\mathcal {B}}{\text{ en }}X,} es la única familia de isótonos más pequeña (con respecto a {\displaystyle \,\subseteq }) de conjuntos sobre {\displaystyle X} que tiene a {\displaystyle {\mathcal {B}}} como subconjunto. |

Muchas de las propiedades de {\displaystyle {\mathcal {B}}} definidas arriba y abajo, como ser "propia" o "dirigida hacia abajo", no dependen de {\displaystyle X,} por lo que mencionar el conjunto {\displaystyle X} es opcional cuando se utilizan dichos términos. Las definiciones que implican estar "cerrado hacia arriba en {\displaystyle X,}" como la de "filtrar en {\displaystyle X,}" dependen de {\displaystyle X}, por lo que se debe mencionar el conjunto {\displaystyle X} si no queda claro por el contexto.
{\displaystyle {\textrm {Filtros}}(X)\quad =\quad {\textrm {Ideales-Duales}}(X)\,\setminus \,\{\wp (X)\}\quad \subseteq \quad {\textrm {Prefiltros}}(X)\quad \subseteq \quad {\textrm {Subbases-de-filtros}}(X).}
| Una familia {\displaystyle {\mathcal {B}}} es/es un(a): 1. Ideal si {\displaystyle {\mathcal {B}}\neq \varnothing } está cerrado hacia abajo y cerrado bajo uniones finitas. 2. Ideal dual en {\displaystyle X} si {\displaystyle {\mathcal {B}}\neq \varnothing } está cerrado hacia arriba en {\displaystyle X} y también cerrado bajo intersecciones finitas. De manera equivalente, {\displaystyle {\mathcal {B}}\neq \varnothing } es un ideal dual si para todos {\displaystyle R,S\subseteq X,} {\displaystyle R\cap S\in {\mathcal {B}}\;{\text{ si y solo si }}\;R,S\in {\mathcal {B}}.} - Explicación de la palabra "dual": Una familia {\displaystyle {\mathcal {B}}} es un ideal dual (o un ideal) en {\displaystyle X} si y solo si es el dual de {\displaystyle {\mathcal {B}}{\text{ en }}X,} que es la familia {\displaystyle X\setminus {\mathcal {B}}:=\{X\setminus B~:~B\in {\mathcal {B}}\},} es un ideal (o un ideal dual) en {\displaystyle X.} En otras palabras, dual ideal significa "dual de un ideal". La familia {\displaystyle X\setminus {\mathcal {B}}} no debe confundirse con {\displaystyle \wp (X)\setminus {\mathcal {B}}=\{S\subseteq X~:~S\notin {\mathcal {B}}\}} porque estos dos conjuntos no son iguales en general. Por ejemplo, {\displaystyle X\setminus {\mathcal {B}}=\wp (X){\text{ si y solo si }}{\mathcal {B}}=\wp (X).} El dual del dual es la familia original, es decir, {\displaystyle X\setminus (X\setminus {\mathcal {B}})={\mathcal {B}}.} El conjunto {\displaystyle X} pertenece al dual de {\displaystyle {\mathcal {B}}} si y solo si {\displaystyle \varnothing \in {\mathcal {B}}.} 3. Filtro en {\displaystyle X} si {\displaystyle {\mathcal {B}}} es un ideal dual propio en {\displaystyle X.} Es decir, un filtro en {\displaystyle X} es un subconjunto no vacío de {\displaystyle \wp (X)\setminus \{\varnothing \}} que está cerrado bajo intersecciones finitas y cerrado hacia arriba en {\displaystyle X.} De manera equivalente, es un prefiltro que está cerrado hacia arriba en {\displaystyle X.} En otras palabras, un filtro en {\displaystyle X} es una familia de conjuntos sobre {\displaystyle X} que (1) no está vacío (o de manera equivalente, contiene a {\displaystyle X}), (2) está cerrado bajo intersecciones finitas, (3) está cerrado hacia arriba en {\displaystyle X,} y (4) no tiene el conjunto vacío como elemento. - Atención: Algunos autores, particularmente algebristas, utilizan "filtro" para referirse a un ideal dual; otros, particularmente los topólogos, usan "filtro" para referirse a un ideal dual propio/no degenerado. Se recomienda que los lectores siempre comprueben cómo se define "filtro" al trabajar con literatura matemática. Sin embargo, las definiciones de "ultrafiltro", "prefiltro" y "subbase de filtros" siempre requieren la condición de no degenerado. Este artículo utiliza la definición original de "filtro" de Henri Cartan, que requería la no degeneración. - Un filtro dual en {\displaystyle X} es una familia {\displaystyle {\mathcal {B}}} cuyo {\displaystyle X\setminus {\mathcal {B}}} dual es un filtro en {\displaystyle X.} De manera equivalente, es un ideal en {\displaystyle X} que no contiene a {\displaystyle X} como elemento. - El conjunto potencia de {\displaystyle \wp (X)} es el único dual ideal en {\displaystyle X} que no es también un filtro. Excluir {\displaystyle \wp (X)} de la definición de "filtro" en topología tiene el mismo beneficio que excluir el número {\displaystyle 1} de la definición de "número primo": obviamente, hace necesario especificar "no degenerado" (el análogo de "no unitario" o "no {\displaystyle 1}") en muchos resultados importantes, haciendo así sus declaraciones más simples. 4. Prefiltro o base de filtros si {\displaystyle {\mathcal {B}}\neq \varnothing } es propio y está dirigido hacia abajo. De manera equivalente, {\displaystyle {\mathcal {B}}} se denomina prefiltro si su cierre hacia arriba {\displaystyle {\mathcal {B}}^{\uparrow X}} es un filtro. También se puede definir como cualquier familia que sea equivalente (con respecto a {\displaystyle \leq }) a algún filtro. Una familia propia {\displaystyle {\mathcal {B}}\neq \varnothing } es un prefiltro si y solo si {\displaystyle {\mathcal {B}}\,(\cap )\,{\mathcal {B}}\leq {\mathcal {B}}.} Una familia es un prefiltro si y solo si lo mismo ocurre con su cierre hacia arriba. - Si {\displaystyle {\mathcal {B}}} es un prefiltro, entonces su cierre hacia arriba {\displaystyle {\mathcal {B}}^{\uparrow X}} es el único filtro más pequeño (en relación con {\displaystyle \subseteq }) en {\displaystyle X} que contiene a {\displaystyle {\mathcal {B}}} y se llama el filtro generado por {\displaystyle {\mathcal {B}}.} Se dice que un filtro {\displaystyle {\mathcal {F}}} es generado por un prefiltro {\displaystyle {\mathcal {B}}} si {\displaystyle {\mathcal {F}}={\mathcal {B}}^{\uparrow X},} en el que {\displaystyle {\mathcal {B}}} se llama base de filtros para {\displaystyle {\mathcal {F}}.} - A diferencia de un filtro, un prefiltro no está necesariamente cerrado bajo intersecciones finitas. 5. Sistema Π si {\displaystyle {\mathcal {B}}\neq \varnothing } está cerrado bajo intersecciones finitas. Cada familia no vacía {\displaystyle {\mathcal {B}}} está contenida en un único sistema Π más pequeño llamado sistema Π generado por {\displaystyle {\mathcal {B}},} que a veces se denota por {\displaystyle \pi ({\mathcal {B}}).} Es igual a la intersección de todos los sistemas Π que contienen {\displaystyle {\mathcal {B}}} y también al conjunto de todas las posibles intersecciones finitas de conjuntos de {\displaystyle {\mathcal {B}}}: {\displaystyle \pi ({\mathcal {B}})=\left\{B_{1}\cap \cdots \cap B_{n}~:~n\geq 1{\text{ y }}B_{1},\ldots ,B_{n}\in {\mathcal {B}}\right\}.} - Un sistema Π es un prefiltro si y solo si es propio. Cada filtro es un sistema Π propio y cada sistema Π propio es un prefiltro, pero lo contrario no se cumple en general. - Un prefiltro es equivalente (con respecto a {\displaystyle \leq }) al sistema Π generado por él y ambas familias generan el mismo filtro en {\displaystyle X.} 6. Subbase de filtros y centrada si {\displaystyle {\mathcal {B}}\neq \varnothing } y {\displaystyle {\mathcal {B}}} satisfacen cualquiera de las siguientes condiciones equivalentes: 1. {\displaystyle {\mathcal {B}}} tiene propiedad de la intersección finita, lo que significa que la intersección de cualquier familia finita de (uno o más) conjuntos en {\displaystyle {\mathcal {B}}} no está vacía; explícitamente, esto significa que siempre que {\displaystyle n\geq 1{\text{ y }}B_{1},\ldots ,B_{n}\in {\mathcal {B}}}, entonces {\displaystyle \varnothing \neq B_{1}\cap \cdots \cap B_{n}.} 2. El sistema Π generado por {\displaystyle {\mathcal {B}}} es propio; es decir, {\displaystyle \varnothing \not \in \pi ({\mathcal {B}}).} 3. El sistema Π generado por {\displaystyle {\mathcal {B}}} es un prefiltro. 4. {\displaystyle {\mathcal {B}}} es un subconjunto de algún prefiltro. 5. {\displaystyle {\mathcal {B}}} es un subconjunto de algún filtro. - Supóngase que {\displaystyle {\mathcal {B}}} es una subbase de filtros. Entonces, hay un filtro único más pequeño (relativo a {\displaystyle \subseteq }) {\displaystyle {\mathcal {F}}_{\mathcal {B}}{\text{ en }}X} que contiene a {\displaystyle {\mathcal {B}}} llamado filtro generado por {\displaystyle {\mathcal {B}}}, y se dice que {\displaystyle {\mathcal {B}}} es una subbase de filtros para este filtro. Este filtro es igual a la intersección de todos los filtros en {\displaystyle X} que son superconjuntos de {\displaystyle {\mathcal {B}}.} El sistema Π generado por {\displaystyle {\mathcal {B}},} denotado por {\displaystyle \pi ({\mathcal {B}}),} será un prefiltro y un subconjunto de {\displaystyle {\mathcal {F}}_{\mathcal {B}}.} Además, el filtro generado por {\displaystyle {\mathcal {B}}} es igual al cierre ascendente de {\displaystyle \pi ({\mathcal {B}}),} lo que significa que {\displaystyle \pi ({\mathcal {B}})^{\uparrow X}={\mathcal {F}}_{\mathcal {B}}.} Sin embargo, {\displaystyle {\mathcal {B}}^{\uparrow X}={\mathcal {F}}_{\mathcal {B}}} si y solo si {\displaystyle {\mathcal {B}}} es un prefiltro (aunque {\displaystyle {\mathcal {B}}^{\uparrow X}} es siempre una subbase de filtros cerrada hacia arriba para {\displaystyle {\mathcal {F}}_{\mathcal {B}}}). - Un prefiltro {\displaystyle \subseteq } más pequeño (es decir, el más pequeño en relación con {\displaystyle \subseteq } ) que contiene una subbase de filtro {\displaystyle {\mathcal {B}}} existirá solo bajo ciertas circunstancias. Existe, por ejemplo, si la subbase de filtros {\displaystyle {\mathcal {B}}} también es un prefiltro. También existe si el filtro (o equivalentemente, el sistema Π) generado por {\displaystyle {\mathcal {B}}} es principal, en cuyo caso {\displaystyle {\mathcal {B}}\cup \{\ker {\mathcal {B}}\}} es el prefiltro más pequeño único que contiene a {\displaystyle {\mathcal {B}}.} De lo contrario, en general, es posible que no exista un prefiltro {\displaystyle \subseteq } más pequeño que contenga a {\displaystyle {\mathcal {B}}}. Por esta razón, algunos autores pueden referirse al sistema Πgenerado por {\displaystyle {\mathcal {B}}} como prefiltro generado por una subbase de filtros {\displaystyle {\mathcal {B}}.} Sin embargo, si existe un prefiltro más pequeño {\displaystyle \subseteq } (convéngase que se denota por {\displaystyle \operatorname {minPre} {\mathcal {B}}})) entonces, contrariamente a las expectativas habituales, no es necesariamente igual a "el prefiltro generado por {\displaystyle {\mathcal {B}}}" (es decir, {\displaystyle \operatorname {minPre} {\mathcal {B}}\neq \pi ({\mathcal {B}})} es posible). Y si la subbase de filtros {\displaystyle {\mathcal {B}}} también es un prefiltro pero no un sistema Π entonces, desafortunadamente, "el prefiltro generado por este prefiltro" (lo que significa que {\displaystyle \pi ({\mathcal {B}})}) no será {\displaystyle {\mathcal {B}}=\operatorname {minPre} {\mathcal {B}}}, es decir, {\displaystyle \pi ({\mathcal {B}})\neq {\mathcal {B}}} es posible incluso cuando {\displaystyle {\mathcal {B}}} es un prefiltro), por lo que en el presente artículo se preferirá la terminología precisa e inequívoca de "el sistema Π generado por {\displaystyle {\mathcal {B}}}". 7. Subfiltro de un filtro {\displaystyle {\mathcal {F}}} y que {\displaystyle {\mathcal {F}}} es un superfiltro de {\displaystyle {\mathcal {B}}} si {\displaystyle {\mathcal {B}}} es un filtro y {\displaystyle {\mathcal {B}}\subseteq {\mathcal {F}}}, donde para los filtros, {\displaystyle {\mathcal {B}}\subseteq {\mathcal {F}}{\text{ si y solo si }}{\mathcal {B}}\leq {\mathcal {F}}.} - Es importante destacar que la expresión "es un súperfiltro de" es para filtros el análogo de "es una subsucesión de". Entonces, a pesar de tener el prefijo "sub" en común, "es un subfiltro de" es en realidad el inverso de "es una subsucesión de". Sin embargo, {\displaystyle {\mathcal {B}}\leq {\mathcal {F}}} también se puede escribir {\displaystyle {\mathcal {F}}\vdash {\mathcal {B}}}, lo que se describe diciendo que "{\displaystyle {\mathcal {F}}} está subordinado a {\displaystyle {\mathcal {B}}.}" Con esta terminología, "está subordenado a" se convierte para filtros (y también para prefiltros) en el análogo de "es una subsucesión de", lo que hace que esta sea una situación en la que usar el término "subordinado" y el símbolo {\displaystyle \,\vdash \,} puede resultar útil. |

No hay prefiltros en {\displaystyle X=\varnothing } (ni hay redes valoradas en {\displaystyle \varnothing }), por lo que este artículo, como la mayoría de los autores, asumirá automáticamente sin comentarios que {\displaystyle X\neq \varnothing } siempre que esta suposición sea necesaria.

### Ejemplos básicos
Ejemplos nombrados
- El conjunto unitario {\displaystyle {\mathcal {B}}=\{X\}} se llama indiscreto o filtro trivial en {\displaystyle X.}[25][10] Es el único filtro mínimo en {\displaystyle X} porque es un subconjunto de cada filtro en {\displaystyle X}. Sin embargo, no es necesario que sea un subconjunto de cada prefiltro en {\displaystyle X.}
- El ideal dual {\displaystyle \wp (X)} también se llama el filtro degenerado sobre {\displaystyle X}[9] (a pesar de no ser realmente un filtro). Es el único ideal dual en {\displaystyle X} que no es un filtro en {\displaystyle X.}
- Si {\displaystyle (X,\tau )} es un espacio topológico y {\displaystyle x\in X,} entonces el filtro de entornos {\displaystyle {\mathcal {N}}(x)} en {\displaystyle x} es un filtro en {\displaystyle X.} Por definición, una familia {\displaystyle {\mathcal {B}}\subseteq \wp (X)} se llama base de entornos (respectivamente subbase de entornos) en {\displaystyle x{\text{ para }}(X,\tau )} si y solo si {\displaystyle {\mathcal {B}}} es un prefiltro (respectivamente {\displaystyle {\mathcal {B}}} es una subbase de filtro) y el filtro en {\displaystyle X} que genera {\displaystyle {\mathcal {B}}} es igual al filtro de entornos {\displaystyle {\mathcal {N}}(x).} La subfamilia {\displaystyle \tau (x)\subseteq {\mathcal {N}}(x)} de entornos abiertos es una base de filtro para {\displaystyle {\mathcal {N}}(x).} Ambos prefiltros {\displaystyle {\mathcal {N}}(x){\text{ y }}\tau (x)} también forman base para topologías en {\displaystyle X,} siendo la topología generada {\displaystyle \tau (x)} más gruesa que {\displaystyle \tau .} Este ejemplo generaliza inmediatamente desde entornos de puntos a entornos de subconjuntos no vacíos {\displaystyle S\subseteq X.}
- {\displaystyle {\mathcal {B}}} es un prefiltro elemental[26] si {\displaystyle {\mathcal {B}}=\operatorname {Colas} \left(x_{\bullet }\right)} para alguna secuencia {\displaystyle x_{\bullet }=\left(x_{i}\right)_{i=1}^{\infty }{\text{ en }}X.}
- {\displaystyle {\mathcal {B}}} es un filtro elemental o un filtro secuencial sobre {\displaystyle X}[27] si {\displaystyle {\mathcal {B}}} es un filtro sobre {\displaystyle X} generado por algún prefiltro elemental. El filtro de colas generado por una secuencia que finalmente no es constante no es necesariamente un ultrafiltro.[28] Cada filtro principal en un conjunto numerable es secuencial al igual que cada filtro cofinito en un conjunto numerablemente infinito.[9] La intersección de un número finito de filtros secuenciales es nuevamente secuencial.[9]
- El conjunto {\displaystyle {\mathcal {F}}} de todos los subconjuntos cofinitos de {\displaystyle X} (es decir, aquellos conjuntos cuyo complemento en {\displaystyle X} es finito) es propio si y solo si {\displaystyle {\mathcal {F}}} es infinito (o equivalentemente, {\displaystyle X} es infinito), en cuyo caso {\displaystyle {\mathcal {F}}} es un filtro en {\displaystyle X} conocido como filtro de Fréchet o filtro cofinito en {\displaystyle X.}[10][25] Si {\displaystyle X} es finito, entonces {\displaystyle {\mathcal {F}}} es igual al ideal dual {\displaystyle \wp (X),} que no es un filtro. Si {\displaystyle X} es infinito, entonces la familia {\displaystyle \{X\setminus \{x\}~:~x\in X\}} de complementos de conjuntos unitarios es una subbase de filtros que genera el filtro de Fréchet en {\displaystyle X.} Como ocurre con cualquier familia de conjuntos sobre {\displaystyle X} que contiene {\displaystyle \{X\setminus \{x\}~:~x\in X\},} el núcleo del filtro de Fréchet en {\displaystyle X} es el conjunto vacío: {\displaystyle \ker {\mathcal {F}}=\varnothing .}
- La intersección de todos los elementos en cualquier familia {\displaystyle \mathbb {F} \subseteq \operatorname {Filtros} (X)} no vacía es en sí misma un filtro en {\displaystyle X} llamado ínfimo o mayor cota inferior de {\displaystyle \mathbb {F} {\text{ en }}\operatorname {Filtros} (X),} por lo que puede denotarse como {\displaystyle \bigwedge _{{\mathcal {F}}\in \mathbb {F} }{\mathcal {F}}.} Dicho de otra manera, {\displaystyle \ker \mathbb {F} =\bigcap _{{\mathcal {F}}\in \mathbb {F} }{\mathcal {F}}\in \operatorname {Filtros} (X).} Debido a que cada filtro en {\displaystyle X} tiene {\displaystyle \{X\}} como subconjunto, esta intersección nunca está vacía. Por definición, el mínimo es el filtro más fino/más grande (en relación con {\displaystyle \,\subseteq \,{\text{ y }}\,\leq \,}) contenido como un subconjunto de cada miembro de {\displaystyle \mathbb {F} .}[10].
  - Si {\displaystyle {\mathcal {B}}{\text{ y }}{\mathcal {F}}} son filtros, entonces su mínimo en {\displaystyle \operatorname {Filtros} (X)} es el filtro {\displaystyle {\mathcal {B}}\,(\cup )\,{\mathcal {F}}.}[8]. Si {\displaystyle {\mathcal {B}}{\text{ y }}{\mathcal {F}}} son prefiltros, entonces {\displaystyle {\mathcal {B}}\,(\cup )\,{\mathcal {F}}} es un prefiltro que es más grueso (con respecto a {\displaystyle \,\leq }) que ambos {\displaystyle {\mathcal {B}}{\text{ y }}{\mathcal {F}}} (es decir, {\displaystyle {\mathcal {B}}\,(\cup )\,{\mathcal {F}}\leq {\mathcal {B}}{\text{ y }}{\mathcal {B}}\,(\cup )\,{\mathcal {F}}\leq {\mathcal {F}}}); de hecho, es uno de los prefiltros más finos, lo que significa que si {\displaystyle {\mathcal {S}}} es un prefiltro tal que {\displaystyle {\mathcal {S}}\leq {\mathcal {B}}{\text{ y }}{\mathcal {S}}\leq {\mathcal {F}}}, entonces necesariamente {\displaystyle {\mathcal {S}}\leq {\mathcal {B}}\,(\cup )\,{\mathcal {F}}.}[8] Más generalmente, si {\displaystyle {\mathcal {B}}{\text{ y }}{\mathcal {F}}} son familias no vacías y si {\displaystyle \mathbb {S} :=\{{\mathcal {S}}\subseteq \wp (X)~:~{\mathcal {S}}\leq {\mathcal {B}}{\text{ y }}{\mathcal {S}}\leq {\mathcal {F}}\}}, entonces {\displaystyle {\mathcal {B}}\,(\cup )\,{\mathcal {F}}\in \mathbb {S} } y {\displaystyle {\mathcal {B}}\,(\cup )\,{\mathcal {F}}} son elemento más grande (con respecto a {\displaystyle \leq }) de {\displaystyle \mathbb {S} .}[8]
- Sea {\displaystyle \varnothing \neq \mathbb {F} \subseteq \operatorname {Ideales-Duales} (X)} y sea {\displaystyle \cup \mathbb {F} =\bigcup _{{\mathcal {F}}\in \mathbb {F} }{\mathcal {F}}.}
El supremo o menor cota superior de {\displaystyle \mathbb {F} {\text{ en }}\operatorname {IdealesDuales} (X),} denotado por {\displaystyle \bigvee _{{\mathcal {F}}\in \mathbb {F} }{\mathcal {F}},} es el ideal dual más pequeño (en relación con {\displaystyle \subseteq }) en {\displaystyle X} que contiene cada elemento de {\displaystyle \mathbb {F} } como un subconjunto. Es decir, es el ideal dual más pequeño (en relación con {\displaystyle \subseteq }) en {\displaystyle X} que contiene a {\displaystyle \cup \mathbb {F} } como subconjunto.
Este ideal dual es {\displaystyle \bigvee _{{\mathcal {F}}\in \mathbb {F} }{\mathcal {F}}=\pi \left(\cup \mathbb {F} \right)^{\uparrow X},} donde {\displaystyle \pi \left(\cup \mathbb {F} \right):=\left\{F_{1}\cap \cdots \cap F_{n}~:~n\in \mathbb {N} {\text{ y todo }}F_{i}{\text{ pertenece a algún }}{\mathcal {F}}\in \mathbb {F} \right\}} es el sistema Π generado por {\displaystyle \cup \mathbb {F} .}
Al igual que con cualquier familia de conjuntos no vacía, {\displaystyle \cup \mathbb {F} } está contenida en algún filtro en {\displaystyle X} si y solo si es una subbase de filtros, o de manera equivalente, si y solo si {\displaystyle \bigvee _{{\mathcal {F}}\in \mathbb {F} }{\mathcal {F}}=\pi \left(\cup \mathbb {F} \right)^{\uparrow X}} es un filtro en {\displaystyle X,} en cuyo caso esta familia es el filtro más pequeño (respecto a {\displaystyle \subseteq }) en {\displaystyle X} que contiene cada elemento de {\displaystyle \mathbb {F} } como un subconjunto y necesariamente {\displaystyle \mathbb {F} \subseteq \operatorname {Filtros} (X).}
- Sea {\displaystyle \varnothing \neq \mathbb {F} \subseteq \operatorname {Filtros} (X)} y sea {\displaystyle \cup \mathbb {F} =\bigcup _{{\mathcal {F}}\in \mathbb {F} }{\mathcal {F}}.}
El supremo o menor cota superior de {\displaystyle \mathbb {F} {\text{ en }}\operatorname {Filtros} (X),} indicado por {\displaystyle \bigvee _{{\mathcal {F}}\in \mathbb {F} }{\mathcal {F}}}, si existe, es por definición el filtro más pequeño (en relación con {\displaystyle \subseteq }) en {\displaystyle X} que contiene cada elemento de {\displaystyle \mathbb {F} } como un subconjunto.
Si existe, entonces necesariamente {\displaystyle \bigvee _{{\mathcal {F}}\in \mathbb {F} }{\mathcal {F}}=\pi \left(\cup \mathbb {F} \right)^{\uparrow X}}[10] (como se definió anteriormente) y {\displaystyle \bigvee _{{\mathcal {F}}\in \mathbb {F} }{\mathcal {F}}} también serán iguales a la intersección de todos los filtros en {\displaystyle X} que contengan {\displaystyle \cup \mathbb {F} .}
Este supremo de {\displaystyle \mathbb {F} {\text{ en }}\operatorname {Filtros} (X)} existe si y solo si el ideal dual {\displaystyle \pi \left(\cup \mathbb {F} \right)^{\uparrow X}} es un filtro en {\displaystyle X.}
Es posible que el límite superior mínimo de una familia de filtros {\displaystyle \mathbb {F} } no sea un filtro.[10] De hecho, si {\displaystyle X} contiene al menos 2 elementos distintos, entonces existen filtros {\displaystyle {\mathcal {B}}{\text{ y }}{\mathcal {C}}{\text{ en }}X} para los cuales no existe un filtro {\displaystyle {\mathcal {F}}{\text{ en }}X} que contiene a ambos {\displaystyle {\mathcal {B}}{\text{ y }}{\mathcal {C}}.}
Si {\displaystyle \cup \mathbb {F} } no es una subbase de filtros, entonces el supremo de {\displaystyle \mathbb {F} {\text{ en }}\operatorname {Filtros} (X)} no existe y lo mismo ocurre con su supremo en {\displaystyle \operatorname {Prefiltros} (X)}, pero su supremo en el conjunto de todos los ideales duales en {\displaystyle X} existirá (siendo el filtro degenerado {\displaystyle \wp (X)}).[9]
  - Si {\displaystyle {\mathcal {B}}{\text{ y }}{\mathcal {F}}} son prefiltros (respectivamente filtros en {\displaystyle X}), entonces {\displaystyle {\mathcal {B}}\,(\cap )\,{\mathcal {F}}} es un prefiltro (respectivamente un filtro) si y solo si no es degenerado (o dicho de otra manera, si y solo si {\displaystyle {\mathcal {B}}{\text{ y }}{\mathcal {F}}} concuerdan), en cuyo caso es uno de los prefiltros más gruesos (respectivamente, el filtro más grueso) en {\displaystyle X} (con respecto a {\displaystyle \,\leq }) que es más fino (con respecto a {\displaystyle \,\leq }) que ambos {\displaystyle {\mathcal {B}}{\text{ y }}{\mathcal {F}};}, esto significa que si {\displaystyle {\mathcal {S}}} es cualquier prefiltro (respectivamente cualquier filtro) tal que {\displaystyle {\mathcal {B}}\leq {\mathcal {S}}{\text{ y }}{\mathcal {F}}\leq {\mathcal {S}}}, entonces necesariamente {\displaystyle {\mathcal {B}}\,(\cap )\,{\mathcal {F}}\leq {\mathcal {S}},}[8], en cuyo caso se denota como {\displaystyle {\mathcal {B}}\vee {\mathcal {F}}.}[9]
- Sean {\displaystyle I{\text{ y }}X} conjuntos no vacíos y para cada {\displaystyle i\in I} sea {\displaystyle {\mathcal {D}}_{i}} un ideal dual en {\displaystyle X.} Si {\displaystyle {\mathcal {I}}} es cualquier ideal dual en {\displaystyle I}, entonces {\displaystyle \bigcup _{\Xi \in {\mathcal {I}}}\;\;\bigcap _{i\in \Xi }\;{\mathcal {D}}_{i}} es un ideal dual en {\displaystyle X} llamado dual ideal de Kowalsky o filtro de Kowalsky.[17]
- El filtro club de un conjunto no numerable de cardinal regular es el filtro de todos los conjuntos que contienen un subconjunto club de {\displaystyle \kappa .} Es un filtro {\displaystyle \kappa } completo cerrado bajo intersección diagonal.

Otros ejemplos
- Sea {\displaystyle X=\{p,1,2,3\}} y considérese que {\displaystyle {\mathcal {B}}=\{\{p\},\{p,1,2\},\{p,1,3\}\},} lo que convierte a {\displaystyle {\mathcal {B}}} en un prefiltro y una subbase de filtros que no está cerrada bajo intersecciones finitas. Debido a que {\displaystyle {\mathcal {B}}} es un prefiltro, el prefiltro más pequeño que contiene a {\displaystyle {\mathcal {B}}} es {\displaystyle {\mathcal {B}}.} El sistema Π generado por {\displaystyle {\mathcal {B}}} es {\displaystyle \{\{p,1\}\}\cup {\mathcal {B}}.} En particular, el prefiltro más pequeño que contiene la subbase de filtros {\displaystyle {\mathcal {B}}} no es igual al conjunto de todas las intersecciones finitas de conjuntos en {\displaystyle {\mathcal {B}}.} El filtro en {\displaystyle X} generado por {\displaystyle {\mathcal {B}}} es {\displaystyle {\mathcal {B}}^{\uparrow X}=\{S\subseteq X:p\in S\}=\{\{p\}\cup T~:~T\subseteq \{1,2,3\}\}.} Los tres {\displaystyle {\mathcal {B}},} que genera el sistema Π {\displaystyle {\mathcal {B}}} y {\displaystyle {\mathcal {B}}^{\uparrow X}} son ejemplos de prefiltros fijos, principales y ultra que son principales en el punto {\displaystyle p;{\mathcal {B}}^{\uparrow X}} y que también son un ultrafiltro en {\displaystyle X.}
- Sea {\displaystyle (X,\tau )} un espacio topológico, {\displaystyle {\mathcal {B}}\subseteq \wp (X),} y se define {\displaystyle {\overline {\mathcal {B}}}:=\left\{\operatorname {cl} _{X}B~:~B\in {\mathcal {B}}\right\},} donde {\displaystyle {\mathcal {B}}} es necesariamente más fino que {\displaystyle {\overline {\mathcal {B}}}.}[29] Si {\displaystyle {\mathcal {B}}} no está vacío (respectivamente, no degenerado, una subbase de filtro, un prefiltro, cerrado bajo uniones finitas), entonces lo mismo se aplica a {\displaystyle {\overline {\mathcal {B}}}.} Si {\displaystyle {\mathcal {B}}} es un filtro en {\displaystyle X}, entonces {\displaystyle {\overline {\mathcal {B}}}} es un prefiltro pero no necesariamente un filtro en {\displaystyle X}, aunque {\displaystyle \left({\overline {\mathcal {B}}}\right)^{\uparrow X}} es un filtro en {\displaystyle X} equivalente a {\displaystyle {\overline {\mathcal {B}}}.}
- El conjunto {\displaystyle {\mathcal {B}}} de todos los subconjuntos abiertos densos de un espacio topológico (no vacío) {\displaystyle X} es un sistema Π propio y, por lo tanto, también un prefiltro. Si el espacio es un espacio de Baire, entonces el conjunto de todas las intersecciones numerables de subconjuntos abiertos densos es un sistema Π y un prefiltro que es más fino que {\displaystyle {\mathcal {B}}.} Si {\displaystyle X=\mathbb {R} ^{n}} (con {\displaystyle 1\leq n\in \mathbb {N} }), entonces el conjunto {\displaystyle {\mathcal {B}}_{\operatorname {LebFinito} }} de todos los {\displaystyle B\in {\mathcal {B}}} tal que {\displaystyle B} tiene medida de Lebesgue finita es un sistema Π propio y un prefiltro libre que también es un subconjunto de {\displaystyle {\mathcal {B}}.} Los prefiltros {\displaystyle {\mathcal {B}}_{\operatorname {LebFinito} }} y {\displaystyle {\mathcal {B}}} son equivalentes y, por lo tanto, generan el mismo filtro en {\displaystyle X.}
El prefiltro {\displaystyle {\mathcal {B}}_{\operatorname {LebFinito} }} está propiamente contenido en el prefiltro que consta de todos los subconjuntos densos de {\displaystyle \mathbb {R} }, y no es equivalente a él. Dado que {\displaystyle X} es un espacio de Baire, cada intersección numerable de conjuntos en {\displaystyle {\mathcal {B}}_{\operatorname {LebFinito} }} es densa en {\displaystyle X} (y también exigua y no escasa), por lo que el conjunto de todas las intersecciones contables de elementos de {\displaystyle {\mathcal {B}}_{\operatorname {LebFinito} }} es un prefiltro y un sistema Π; que también es más fino que {\displaystyle {\mathcal {B}}_{\operatorname {LebFinito} }}
- Una subbase de filtros sin {\displaystyle \,\subseteq }, el prefiltro más pequeño que la contenga: en general, si una subbase de filtros {\displaystyle {\mathcal {S}}} no es un sistema Π, entonces una intersección {\displaystyle S_{1}\cap \cdots \cap S_{n}} de {\displaystyle n} conjuntos de {\displaystyle {\mathcal {S}}} generalmente requerirá una descripción que incluya {\displaystyle n} variables que no se pueden reducir hasta solo dos (considérese, por ejemplo, {\displaystyle \pi ({\mathcal {S}})} cuando {\displaystyle {\mathcal {S}}=\{(-\infty ,r)\cup (r,\infty )~:~r\in \mathbb {R} \}}). Este ejemplo ilustra una clase atípica de subbases de filtros {\displaystyle {\mathcal {S}}_{R}}, donde todos los conjuntos tanto en {\displaystyle {\mathcal {S}}_{R}} como en su sistema Π generado pueden describirse como conjuntos de la forma {\displaystyle B_{r,s},} de modo que, en particular, no se necesitan más de dos variables (específicamente, {\displaystyle r{\text{ y }}s}) para describir el sistema Π generado.

Para todos los {\displaystyle r,s\in \mathbb {R} ,} sea

{\displaystyle B_{r,s}=(r,0)\cup (s,\infty ),}
donde {\displaystyle B_{r,s}=B_{\min(r,s),s}} siempre se cumple, por lo que no se pierde generalidad al agregar el supuesto de que {\displaystyle r\leq s.} Para todos los {\displaystyle r\leq s{\text{ y }}u\leq v,} reales, si {\displaystyle s{\text{ o }}v} no es negativo, entonces {\displaystyle B_{-r,s}\cap B_{-u,v}=B_{-\min(r,u),\max(s,v)}.}[nota 2]
Para cada conjunto {\displaystyle R} de reales positivos, sea[nota 3]

| {\displaystyle {\mathcal {S}}_{R}:=\left\{B_{-r,r}:r\in R\right\}=\{(-r,0)\cup (r,\infty ):r\in R\}\quad {\text{ y }}\quad {\mathcal {B}}_{R}:=\left\{B_{-r,s}:r\leq s{\text{ con }}r,s\in R\right\}=\{(-r,0)\cup (s,\infty ):r\leq s{\text{ en }}R\}.} |

Sea {\displaystyle X=\mathbb {R} }, y supóngase que {\displaystyle \varnothing \neq R\subseteq (0,\infty )} no es un conjunto unitario. Entonces, {\displaystyle {\mathcal {S}}_{R}} es una subbase de filtros pero no un prefiltro y {\displaystyle {\mathcal {B}}_{R}=\pi \left({\mathcal {S}}_{R}\right)} es el sistema Π que genera, de modo que {\displaystyle {\mathcal {B}}_{R}^{\uparrow X}} es el único filtro más pequeño en {\displaystyle X=\mathbb {R} } que contiene a {\displaystyle {\mathcal {S}}_{R}.} Sin embargo, {\displaystyle {\mathcal {S}}_{R}^{\uparrow X}} no es un filtro en {\displaystyle X} (ni es un prefiltro, porque es no dirigido hacia abajo, aunque es una subbase de filtros) y {\displaystyle {\mathcal {S}}_{R}^{\uparrow X}} es un subconjunto propio del filtro {\displaystyle {\mathcal {B}}_{R}^{\uparrow X}.}
Si {\displaystyle R,S\subseteq (0,\infty )} son intervalos no vacíos, entonces las subbases de filtros {\displaystyle {\mathcal {S}}_{R}{\text{ y }}{\mathcal {S}}_{S}} generan el mismo filtro en {\displaystyle X} si y solo si {\displaystyle R=S.}
Si {\displaystyle {\mathcal {C}}} es un prefiltro que satisface {\displaystyle {\mathcal {S}}_{(0,\infty )}\subseteq {\mathcal {C}}\subseteq {\mathcal {B}}_{(0,\infty )}}[nota 4], entonces para cualquier {\displaystyle C\in {\mathcal {C}}\setminus {\mathcal {S}}_{(0,\infty )},} la familia {\displaystyle {\mathcal {C}}\setminus \{C\}} también es un prefiltro que satisface {\displaystyle {\mathcal {S}}_{(0,\infty )}\subseteq {\mathcal {C}}\setminus \{C\}\subseteq {\mathcal {B}}_{(0,\infty )}.} Esto demuestra que no puede existir un prefiltro mínimo/más pequeño (con respecto a {\displaystyle \subseteq }) que contenga a {\displaystyle {\mathcal {S}}_{(0,\infty )}} y sea un subconjunto del sistema Π. generado por {\displaystyle {\mathcal {S}}_{(0,\infty )}.} Esto sigue siendo cierto incluso si se elimina el requisito de que el prefiltro sea un subconjunto de {\displaystyle {\mathcal {B}}_{(0,\infty )}=\pi \left({\mathcal {S}}_{(0,\infty )}\right)}; es decir (en marcado contraste con los filtros) no existe un prefiltro mínimo (con respecto a {\displaystyle \subseteq }) que contenga la subbase de filtros {\displaystyle {\mathcal {S}}_{(0,\infty )}.}

### Ultrafiltros
Hay muchas otras caracterizaciones de "ultrafiltro" y "ultra prefiltro", que se enumeran en el artículo sobre [Ultrafiltro (teoría de conjuntos)|Ultrafiltro]]. En ese artículo también se describen propiedades importantes de los ultrafiltros.
{\displaystyle {\begin{alignedat}{8}{\textrm {Ultrafiltros}}(X)\;&=\;{\textrm {Filtros}}(X)\,\cap \,{\textrm {Ultra-Prefiltros}}(X)\\&\subseteq \;{\textrm {Ultra-Prefiltros}}(X)={\textrm {Subbases-de-Ultra-Filtros}}(X)\\&\subseteq \;{\textrm {Prefiltros}}(X)\\\end{alignedat}}}
| Una familia {\displaystyle {\mathcal {B}}\subseteq \wp (X)} de conjuntos no vacía es/es un: 1. Ultra si se cumplen {\displaystyle \varnothing \not \in {\mathcal {B}}} y cualquiera de las siguientes condiciones equivalentes: 1. Para cada conjunto {\displaystyle S\subseteq X} existe algún conjunto {\displaystyle B\in {\mathcal {B}}} tal que {\displaystyle B\subseteq S{\text{ o }}B\subseteq X\setminus S} (o equivalentemente, tal que {\displaystyle B\cap S{\text{ iguala a }}B{\text{ o }}\varnothing }). 2. Para cada conjunto {\displaystyle S\subseteq \bigcup _{B\in {\mathcal {B}}}B} existe algún conjunto {\displaystyle B\in {\mathcal {B}}} tal que {\displaystyle B\cap S{\text{ iguala a }}B{\text{ o }}\varnothing .} - Esta caracterización de "{\displaystyle {\mathcal {B}}} es ultra" no depende del conjunto {\displaystyle X,} por lo que mencionar el conjunto {\displaystyle X} es opcional cuando se utiliza el término "ultra". 3. Para todo conjunto {\displaystyle S} (no necesariamente ni siquiera un subconjunto de {\displaystyle X}) existe algún conjunto {\displaystyle B\in {\mathcal {B}}} tal que {\displaystyle B\cap S{\text{ iguala }}B{\text{ o }}\varnothing .} - Si todo {\displaystyle {\mathcal {B}}} satisface esta condición, entonces también lo hace el superconjunto {\displaystyle {\mathcal {F}}\supseteq {\mathcal {B}}.}. Por ejemplo, si {\displaystyle T} es cualquier conjunto unitario entonces {\displaystyle \{T\}} es ultra y en consecuencia, cualquier superconjunto no degenerado de {\displaystyle \{T\}} (como su cierre hacia arriba) también es ultra. 2. Ultra prefiltro si es prefiltro que también sea ultra. De manera equivalente, es una subbase de filtros ultra. Un prefiltro {\displaystyle {\mathcal {B}}} es ultra si y sólo si satisface cualquiera de las siguientes condiciones equivalentes: 1. {\displaystyle {\mathcal {B}}} es máximo en {\displaystyle \operatorname {Prefiltros} (X)} con respecto a {\displaystyle \,\leq ,\,} lo que significa que {\displaystyle {\text{ para todo }}{\mathcal {C}}\in \operatorname {Prefiltros} (X),\;{\mathcal {B}}\leq {\mathcal {C}}\;{\text{ implica }}\;{\mathcal {C}}\leq {\mathcal {B}}.} 2. {\displaystyle {\text{Para todo }}{\mathcal {C}}\in \operatorname {Filtros} (X),\;{\mathcal {B}}\leq {\mathcal {C}}\;{\text{ implica }}\;{\mathcal {C}}\leq {\mathcal {B}}.} - Aunque esta declaración es idéntica a la que se proporciona a continuación para los ultrafiltros, aquí se supone que {\displaystyle {\mathcal {B}}} es simplemente un prefiltro, y no tiene por qué ser un filtro. 3. {\displaystyle {\mathcal {B}}^{\uparrow X}} es ultra (y por tanto un ultrafiltro). 4. {\displaystyle {\mathcal {B}}} es equivalente (con respecto a {\displaystyle \leq }) a algún ultrafiltro. - Una subbase de filtros que sea ultra es necesariamente un prefiltro. Una subbase de filtros es ultra si y solo si es una subbase de filtros máxima con respecto a {\displaystyle \,\leq \,} (como arriba). 3. Ultrafiltro en {\displaystyle X} si es un filtro en {\displaystyle X} que es ultra. De manera equivalente, un ultrafiltro en {\displaystyle X} es un filtro {\displaystyle {\mathcal {B}}{\text{ en }}X} que satisface cualquiera de las siguientes condiciones equivalentes: 1. {\displaystyle {\mathcal {B}}} es generado por un ultra prefiltro. 2. Para cualquier {\displaystyle S\subseteq X,S\in {\mathcal {B}}{\text{ o }}X\setminus S\in {\mathcal {B}}.} 3. {\displaystyle {\mathcal {B}}\cup (X\setminus {\mathcal {B}})=\wp (X).} Esta condición se puede reformular como: {\displaystyle \wp (X)} está particionado por {\displaystyle {\mathcal {B}}} y su {\displaystyle X\setminus {\mathcal {B}}} dual. - Los conjuntos {\displaystyle {\mathcal {B}}{\text{ y }}X\setminus {\mathcal {B}}} son disjuntos siempre que {\displaystyle {\mathcal {B}}} sea un prefiltro. 4. {\displaystyle \wp (X)\setminus {\mathcal {B}}=\{S\in \wp (X):S\not \in {\mathcal {B}}\}} es un ideal. 5. Para cualquier {\displaystyle R,S\subseteq X,} si {\displaystyle R\cup S=X}, entonces {\displaystyle R\in {\mathcal {B}}{\text{ o }}S\in {\mathcal {B}}.} 6. Para cualquier {\displaystyle R,S\subseteq X,} si {\displaystyle R\cup S\in {\mathcal {B}}} y luego {\displaystyle R\in {\mathcal {B}}{\text{ o }}S\in {\mathcal {B}}} (un filtro con esta propiedad se denomina filtro primo). - Esta propiedad se extiende a cualquier unión finita de dos o más conjuntos. 7. Para cualquier {\displaystyle R,S\subseteq X,} si {\displaystyle R\cup S\in {\mathcal {B}}{\text{ y }}R\cap S=\varnothing }, entonces cualquier {\displaystyle R\in {\mathcal {B}}{\text{ o }}S\in {\mathcal {B}}.} 8. {\displaystyle {\mathcal {B}}} es un filtro máximo en {\displaystyle X}, lo que significa que si {\displaystyle {\mathcal {C}}} es un filtro en {\displaystyle X} tal que {\displaystyle {\mathcal {B}}\subseteq {\mathcal {C}}} entonces necesariamente {\displaystyle {\mathcal {C}}={\mathcal {B}}} (esta igualdad puede ser reemplazada por {\displaystyle {\mathcal {C}}\subseteq {\mathcal {B}}{\text{ o por }}{\mathcal {C}}\leq {\mathcal {B}}}). - Si {\displaystyle {\mathcal {C}}} está cerrado hacia arriba, entonces {\displaystyle {\mathcal {B}}\leq {\mathcal {C}}{\text{ si y solo si }}{\mathcal {B}}\subseteq {\mathcal {C}}.} Por lo tanto, esta caracterización de los ultrafiltros como filtros máximos se puede reformular como: {\displaystyle {\text{ para todo }}{\mathcal {C}}\in \operatorname {Filtros} (X),\;{\mathcal {B}}\leq {\mathcal {C}}\;{\text{ implica que }}\;{\mathcal {C}}\leq {\mathcal {B}}.} - Debido a que la subordinación {\displaystyle \,\geq \,} es para filtros, el análogo de "es una subred/subsucesión de" (específicamente, "subred" debería significar "subred de AA", que se define a continuación), esta caracterización de un ultrafiltro como un "filtro máximamente subordinado" sugiere que un ultrafiltro puede interpretarse como análogo a algún tipo de "red de máxima profundidad" (lo que podría, por ejemplo, significar que "cuando se ve solo desde {\displaystyle X}" en algún sentido, es indistinguible de sus subredes, como es el caso de cualquier valor neto en un conjunto de elementos individuales, por ejemplo), que es una idea que en realidad las ultrarredes hacen rigurosa. El lema del ultrafiltro es entonces la afirmación de que cada filtro (o "red") tiene algún filtro subordinado (o "subred") que es "máximamente subordinado" ("máximamente profundo"). |

Cualquier familia no degenerada que tenga un conjunto unitario como elemento es ultra, en cuyo caso será un prefiltro ultra si y solo si también tiene la propiedad de intersección finita.
El filtro trivial {\displaystyle \{X\}{\text{ en }}X} es ultra si y solo si {\displaystyle X} es un conjunto unitario.
El lema del ultrafiltro
El siguiente teorema importante se debe a Alfred Tarski (1930).
| Lema del ultrafiltro (teorema principal) Cada filtro en un conjunto {\displaystyle X} es un subconjunto de algún ultrafiltro en {\displaystyle X.} |

Una consecuencia del lema de los ultrafiltros es que cada filtro es igual a la intersección de todos los ultrafiltros que lo contienen.
Suponiendo los axiomas de Zermelo-Fraenkel (ZF), el lema del ultrafiltro se deriva del axioma de elección (en particular, del lema de Zorn) pero es estrictamente más débil que él. El lema del ultrafiltro implica el axioma de elección para conjuntos finitos. Si solo se trata con espacios de Hausdorff, entonces la mayoría de los resultados básicos (como los que se encuentran en los cursos introductorios) en topología (como el teorema de Tíjonov para espacios compactos de Hausdorff y subbases) y en análisis funcional (como el teorema de Hahn–Banach) se pueden probar usando solo el lema del ultrafiltro; podría no ser necesaria toda la fuerza del axioma de elección.

### Núcleos
El núcleo es útil para clasificar propiedades de prefiltros y otras familias de conjuntos.
| El núcleo de una familia de conjuntos {\displaystyle {\mathcal {B}}} es la intersección de todos los conjuntos que son elementos de {\displaystyle {\mathcal {B}}:} {\displaystyle \ker {\mathcal {B}}=\bigcap _{B\in {\mathcal {B}}}B} |

Si {\displaystyle {\mathcal {B}}\subseteq \wp (X)} entonces para cualquier punto {\displaystyle x,x\not \in \ker {\mathcal {B}}{\text{ si y solo si }}X\setminus \{x\}\in {\mathcal {B}}^{\uparrow X}.}
Propiedades de los núcleos 
Si {\displaystyle {\mathcal {B}}\subseteq \wp (X)} entonces {\displaystyle \ker \left({\mathcal {B}}^{\uparrow X}\right)=\ker {\mathcal {B}}} y este conjunto también es igual al núcleo del sistema Π generado por {\displaystyle {\mathcal {B}}.}
En particular, si {\displaystyle {\mathcal {B}}} es una subbase de filtro, entonces los núcleos de todos los siguientes conjuntos son iguales:
(1) {\displaystyle {\mathcal {B}},} (2) el sistema Π generado por {\displaystyle {\mathcal {B}},} y (3) el filtro generado por {\displaystyle {\mathcal {B}}.}
Si {\displaystyle f} es un mapa, entonces {\displaystyle f(\ker {\mathcal {B}})\subseteq \ker f({\mathcal {B}})} y {\displaystyle f^{-1}(\ker {\mathcal {B}})=\ker f^{-1}({\mathcal {B}}).}
Si {\displaystyle {\mathcal {B}}\leq {\mathcal {C}}} entonces {\displaystyle \ker {\mathcal {C}}\subseteq \ker {\mathcal {B}}} mientras que si {\displaystyle {\mathcal {B}}} y {\displaystyle {\mathcal {C}}} son equivalentes entonces {\displaystyle \ker {\mathcal {B}}=\ker {\mathcal {C}}.}
Las familias equivalentes tienen núcleos iguales. Dos familias principales son equivalentes si y solo si sus núcleos son iguales; es decir, si {\displaystyle {\mathcal {B}}} y {\displaystyle {\mathcal {C}}} son principales entonces son equivalentes si y solo si {\displaystyle \ker {\mathcal {B}}=\ker {\mathcal {C}}.}

#### Clasificación de familias por sus núcleos
| Una familia de conjuntos {\displaystyle {\mathcal {B}}} es: 1. Libre si {\displaystyle \ker {\mathcal {B}}=\varnothing ,} o equivalentemente, si {\displaystyle \{X\setminus \{x\}~:~x\in X\}\subseteq {\mathcal {B}}^{\uparrow X};} se puede reformular como {\displaystyle \{X\setminus \{x\}~:~x\in X\}\leq {\mathcal {B}}.} - Un filtro {\displaystyle {\mathcal {F}}} en {\displaystyle X} es libre si y solo si {\displaystyle X} es infinito y {\displaystyle {\mathcal {F}}} contiene un filtro de Fréchet en {\displaystyle X} como un subconjunto. 2. Fijo si {\displaystyle \ker {\mathcal {B}}\neq \varnothing }, en cuyo caso se dice que {\displaystyle {\mathcal {B}}} es fijado por cualquier punto de {\displaystyle x\in \ker {\mathcal {B}}.} - Cualquier familia fija es necesariamente una subbase de filtros. 3. Principal si {\displaystyle \ker {\mathcal {B}}\in {\mathcal {B}}.} - Una familia principal propia de conjuntos es necesariamente un prefiltro. 4. Discreto o principal en {\displaystyle x\in X} si {\displaystyle \{x\}=\ker {\mathcal {B}}\in {\mathcal {B}},} en cuyo caso {\displaystyle x} se denomina elemento principal. - El filtro principal en {\displaystyle x} sobre {\displaystyle X} es el filtro {\displaystyle \{x\}^{\uparrow X}.} Un filtro {\displaystyle {\mathcal {F}}} es principal en {\displaystyle x} si y solo si {\displaystyle {\mathcal {F}}=\{x\}^{\uparrow X}.} 5. Numerablemente profunda si siempre que {\displaystyle {\mathcal {C}}\subseteq {\mathcal {F}}} es un subconjunto numerable, entonces {\displaystyle \ker {\mathcal {C}}\in {\mathcal {B}}.} |

Si {\displaystyle {\mathcal {B}}} es un filtro principal en {\displaystyle X}, entonces {\displaystyle \varnothing \neq \ker {\mathcal {B}}\in {\mathcal {B}}} y
{\displaystyle {\mathcal {B}}=\{\ker {\mathcal {B}}\}^{\uparrow X}=\{S\cup \ker {\mathcal {B}}:S\subseteq X\setminus \ker {\mathcal {B}}\}=\wp (X\setminus \ker {\mathcal {B}})\,(\cup )\,\{\ker {\mathcal {B}}\}}
donde {\displaystyle \{\ker {\mathcal {B}}\}} es también el prefiltro más pequeño que genera {\displaystyle {\mathcal {B}}.}
Familia de ejemplos: Para cualquier {\displaystyle C\subseteq \mathbb {R} ,} no vacío la familia {\displaystyle {\mathcal {B}}_{C}=\{\mathbb {R} \setminus (r+C)~:~r\in \mathbb {R} \}} es libre pero es una subbase de filtro si y solo si ninguna unión finita de la forma {\displaystyle \left(r_{1}+C\right)\cup \cdots \cup \left(r_{n}+C\right)} cubre {\displaystyle \mathbb {R} ,} en cuyo caso el filtro que genere también será libre. En particular, {\displaystyle {\mathcal {B}}_{C}} es una subbase de filtro si {\displaystyle C} es contable (por ejemplo, {\displaystyle C=\mathbb {Q} ,\mathbb {Z} ,} los primos), un conjunto exiguo en {\displaystyle \mathbb {R} ,} es un conjunto de medidas finitas o un subconjunto acotado de {\displaystyle \mathbb {R} .} Si {\displaystyle C} es un conjunto unitario, entonces {\displaystyle {\mathcal {B}}_{C}} es una subbase para Filtro Fréchet en {\displaystyle \mathbb {R} .}
Para cada filtro {\displaystyle {\mathcal {F}}{\text{ en }}X} existe un par único de ideales duales {\displaystyle {\mathcal {F}}^{*}{\text{ y }}{\mathcal {F}}^{\bullet }{\text{ en }}X} tal que {\displaystyle {\mathcal {F}}^{*}} es libre, {\displaystyle {\mathcal {F}}^{\bullet }} es principal y {\displaystyle {\mathcal {F}}^{*}\wedge {\mathcal {F}}^{\bullet }={\mathcal {F}},} y {\displaystyle {\mathcal {F}}^{*}{\text{ y }}{\mathcal {F}}^{\bullet }} no se entrelazan (es decir, {\displaystyle {\mathcal {F}}^{*}\vee {\mathcal {F}}^{\bullet }=\wp (X)}). El ideal dual {\displaystyle {\mathcal {F}}^{*}} se llama la parte libre de {\displaystyle {\mathcal {F}}}, mientras que {\displaystyle {\mathcal {F}}^{\bullet }} se llama la parte principal donde al menos uno de estos ideales duales es un filtro. Si {\displaystyle {\mathcal {F}}} es principal, entonces {\displaystyle {\mathcal {F}}^{\bullet }:={\mathcal {F}}{\text{ y }}{\mathcal {F}}^{*}:=\wp (X);}; de lo contrario, {\displaystyle {\mathcal {F}}^{\bullet }:=\{\ker {\mathcal {F}}\}^{\uparrow X}} y {\displaystyle {\mathcal {F}}^{*}:={\mathcal {F}}\vee \{X\setminus \left(\ker {\mathcal {F}}\right)\}^{\uparrow X}} son un filtro libre (no degenerado).
Prefiltros finitos y conjuntos finitos
Si una subbase de filtros {\displaystyle {\mathcal {B}}} es finita, entonces es fija (es decir, no libre); esto se debe a que {\displaystyle \ker {\mathcal {B}}=\bigcap _{B\in {\mathcal {B}}}B} es una intersección finita y la subbase de filtros {\displaystyle {\mathcal {B}}} tiene la propiedad de la intersección finita. Un prefiltro finito es necesariamente principal, aunque no tiene por qué estar cerrado bajo intersecciones finitas.
Si {\displaystyle X} es finito, entonces todas las conclusiones anteriores son válidas para cualquier {\displaystyle {\mathcal {B}}\subseteq \wp (X).} En particular, en un conjunto finito {\displaystyle X,} no hay subbases de filtros libres (y por lo tanto, no hay prefiltros libres) todos los prefiltros son principales y todos los filtros en {\displaystyle X} son filtros principales generados por sus núcleos (no vacíos).
El filtro trivial {\displaystyle \{X\}} es siempre un filtro finito en {\displaystyle X} y si {\displaystyle X} es infinito, entonces es el único filtro finito porque un filtro finito no trivial en un conjunto {\displaystyle X} es posible si y solo si {\displaystyle X} es finito. Sin embargo, en cualquier conjunto infinito existen subbases de filtros y prefiltros no triviales que son finitos (aunque no pueden ser filtros). Si {\displaystyle X} es un conjunto unitario, entonces el filtro trivial {\displaystyle \{X\}} es el único subconjunto propio de {\displaystyle \wp (X)} y, además, este conjunto {\displaystyle \{X\}} es un ultraprefiltro principal y cualquier superconjunto {\displaystyle {\mathcal {F}}\supseteq {\mathcal {B}}} (donde {\displaystyle {\mathcal {F}}\subseteq \wp (Y){\text{ y }}X\subseteq Y}) con la propiedad de intersección finita, también será un ultraprefiltro principal (incluso si {\displaystyle Y} es infinito).

#### Caracterización de ultra prefiltros fijos
Si una familia de conjuntos {\displaystyle {\mathcal {B}}} es fija (es decir, {\displaystyle \ker {\mathcal {B}}\neq \varnothing }), entonces {\displaystyle {\mathcal {B}}} es ultra si y solo si algún elemento de {\displaystyle {\mathcal {B}}} es un conjunto unitario, en cuyo caso {\displaystyle {\mathcal {B}}} será necesariamente un prefiltro. Cada prefiltro principal es fijo, por lo que un prefiltro principal {\displaystyle {\mathcal {B}}} es ultra si y solo si {\displaystyle \ker {\mathcal {B}}} es un conjunto unitario.
Cada filtro en {\displaystyle X} que es principal en un solo punto es un ultrafiltro, y si además {\displaystyle X} es finito, entonces no hay ultrafiltros en {\displaystyle X} aparte de estos.
El siguiente teorema demuestra que cada ultrafiltro cae en una de dos categorías: o es libre o es un filtro principal generado por un solo punto.
| Proposición Si {\displaystyle {\mathcal {F}}} es un ultrafiltro en {\displaystyle X}, entonces lo siguiente es equivalente: 1. {\displaystyle {\mathcal {F}}} es fijo o, equivalentemente, no libre, lo que significa que {\displaystyle \ker {\mathcal {F}}\neq \varnothing .} 2. {\displaystyle {\mathcal {F}}} es principal, lo que significa que {\displaystyle \ker {\mathcal {F}}\in {\mathcal {F}}.} 3. Algún elemento de {\displaystyle {\mathcal {F}}} es un conjunto finito. 4. Algún elemento de {\displaystyle {\mathcal {F}}} es un conjunto unitario. 5. {\displaystyle {\mathcal {F}}} es principal en algún punto de {\displaystyle X,} lo que significa que {\displaystyle \ker {\mathcal {F}}=\{x\}\in {\mathcal {F}}} para algunos {\displaystyle x\in X.} 6. {\displaystyle {\mathcal {F}}} no contiene el filtro de Fréchet en {\displaystyle X.} 7. {\displaystyle {\mathcal {F}}} es secuencial. |

### Más fino/más grueso, subordinación y concordancia
El preorden {\displaystyle \,\leq \,} que se define a continuación es de fundamental importancia para el uso de prefiltros (y filtros) en topología. Por ejemplo, este preorden se utiliza para definir el equivalente de prefiltro de "subsecuencia", donde "{\displaystyle {\mathcal {F}}\geq {\mathcal {C}}}" puede interpretarse como "{\displaystyle {\mathcal {F}}} es una subsecuencia de {\displaystyle {\mathcal {C}}}" (por lo que "subordinado a" es el equivalente de prefiltro de "subsecuencia de") . También se utiliza para definir la convergencia del prefiltro en un espacio topológico.
La definición de {\displaystyle {\mathcal {B}}} concuerda con {\displaystyle {\mathcal {C}},} que está estrechamente relacionada con el preorden {\displaystyle \,\leq ,} y se utiliza en topología para definir puntos de acumulación.
Dos familias de conjuntos {\displaystyle {\mathcal {B}}{\text{ y }}{\mathcal {C}}} concuerdan y son compatibles con, se indica escribiendo {\displaystyle {\mathcal {B}}\#{\mathcal {C}},} si {\displaystyle B\cap C\neq \varnothing {\text{ para todo }}B\in {\mathcal {B}}{\text{ y }}C\in {\mathcal {C}}.} Si {\displaystyle {\mathcal {B}}{\text{ y }}{\mathcal {C}}} no concuerdan, entonces están disociados. Si {\displaystyle S\subseteq X{\text{ y }}{\mathcal {B}}\subseteq \wp (X)}, entonces {\displaystyle {\mathcal {B}}{\text{ y }}S} se dice que concuerdan si {\displaystyle {\mathcal {B}}{\text{ y }}\{S\}} concuerdan, o equivalentemente, si es la traza en un conjunto de {\displaystyle {\mathcal {B}}{\text{ en }}S,} que es la familia
{\displaystyle {\mathcal {B}}{\big \vert }_{S}=\{B\cap S~:~B\in {\mathcal {B}}\},}
que no contiene el conjunto vacío, donde la traza también se denomina restricción en un conjunto de {\displaystyle {\mathcal {B}}{\text{ en }}S.}
| Declarar que {\displaystyle {\mathcal {C}}\leq {\mathcal {F}},{\mathcal {F}}\geq {\mathcal {C}},{\text{ y }}{\mathcal {F}}\vdash {\mathcal {C}},} expresado como {\displaystyle {\mathcal {C}}} es más grueso que {\displaystyle {\mathcal {F}}} y {\displaystyle {\mathcal {F}}} es más fino (o está subordinado a) {\displaystyle {\mathcal {C}},} si se cumple alguna de las siguientes condiciones equivalentes: 1. Definición: Cada {\displaystyle C\in {\mathcal {C}}} contiene algún {\displaystyle F\in {\mathcal {F}}.} Explícitamente, esto significa que por cada {\displaystyle C\in {\mathcal {C}},} hay algún {\displaystyle F\in {\mathcal {F}}} tal que {\displaystyle F\subseteq C.} - Dicho más brevemente, {\displaystyle {\mathcal {C}}\leq {\mathcal {F}}} si cada conjunto en {\displaystyle {\mathcal {C}}} es más grande que algún conjunto en {\displaystyle {\mathcal {F}}.} Aquí, un "conjunto más grande" significa un superconjunto. 2. {\displaystyle \{C\}\leq {\mathcal {F}}{\text{ para cada }}C\in {\mathcal {C}}.} - En otras palabras, {\displaystyle \{C\}\leq {\mathcal {F}}} establece exactamente que {\displaystyle C} es mayor que algún conjunto en {\displaystyle {\mathcal {F}}.} La equivalencia de (a) y (b) se sigue inmediatamente. - De esta caracterización se deduce que si {\displaystyle \left({\mathcal {C}}_{i}\right)_{i\in I}} son familias de conjuntos, entonces {\displaystyle \bigcup _{i\in I}{\mathcal {C}}_{i}\leq {\mathcal {F}}{\text{ si y solo si }}{\mathcal {C}}_{i}\leq {\mathcal {F}}{\text{ para todo }}i\in I.} 3. {\displaystyle {\mathcal {C}}\leq {\mathcal {F}}^{\uparrow X},} que equivale a {\displaystyle {\mathcal {C}}\subseteq {\mathcal {F}}^{\uparrow X}}; 4. {\displaystyle {\mathcal {C}}^{\uparrow X}\leq {\mathcal {F}}}; 5. {\displaystyle {\mathcal {C}}^{\uparrow X}\leq {\mathcal {F}}^{\uparrow X},} que equivale a {\displaystyle {\mathcal {C}}^{\uparrow X}\subseteq {\mathcal {F}}^{\uparrow X}}; y si además {\displaystyle {\mathcal {F}}} está cerrado hacia arriba, lo que significa que {\displaystyle {\mathcal {F}}={\mathcal {F}}^{\uparrow X},} entonces esta lista se puede ampliar para incluir: 1. {\displaystyle {\mathcal {C}}\subseteq {\mathcal {F}}.} - Entonces, en este caso, la definición de que "{\displaystyle {\mathcal {F}}} es más fino que {\displaystyle {\mathcal {C}}}" sería idéntica a la definición topológica de "más fino" si {\displaystyle {\mathcal {C}}{\text{ y }}{\mathcal {F}}} hubieran tenido topologías en {\displaystyle X.} Si una familia cerrada hacia arriba {\displaystyle {\mathcal {F}}} es más fina que {\displaystyle {\mathcal {C}}} (es decir, {\displaystyle {\mathcal {C}}\leq {\mathcal {F}}}) pero {\displaystyle {\mathcal {C}}\neq {\mathcal {F}}}, entonces se dice que {\displaystyle {\mathcal {F}}} es estrictamente más fina que {\displaystyle {\mathcal {C}}} y {\displaystyle {\mathcal {C}}} es estrictamente más gruesa que {\displaystyle {\mathcal {F}}.} Dos familias son comparables si uno de estos conjuntos es más fino que el otro. |

Ejemplo: Si {\displaystyle x_{i_{\bullet }}=\left(x_{i_{n}}\right)_{n=1}^{\infty }} es una subsucesión de {\displaystyle x_{\bullet }=\left(x_{i}\right)_{i=1}^{\infty }} entonces {\displaystyle \operatorname {Colas} \left(x_{i_{\bullet }}\right)} está subordinado a {\displaystyle \operatorname {Colas} \left(x_{\bullet }\right);} lo que expresado con símbolos es: {\displaystyle \operatorname {Colas} \left(x_{i_{\bullet }}\right)\vdash \operatorname {Colas} \left(x_{\bullet }\right)} y también {\displaystyle \operatorname {Colas} \left(x_{\bullet }\right)\leq \operatorname {Colas} \left(x_{i_{\bullet }}\right).}
Dicho en términos sencillos, el prefiltro de colas de una subsucesión siempre está subordinado al de la sucesión original.
Para ver esto, supóngase que {\displaystyle C:=x_{\geq i}\in \operatorname {Colas} \left(x_{\bullet }\right)} sea arbitrario (o, equivalentemente, que {\displaystyle i\in \mathbb {N} } sea arbitrario) y queda por demostrar que este conjunto contiene algo de {\displaystyle F:=x_{i_{\geq n}}\in \operatorname {Colas} \left(x_{i_{\bullet }}\right).}
Para que el conjunto {\displaystyle x_{\geq i}=\left\{x_{i},x_{i+1},\ldots \right\}} contenga a {\displaystyle x_{i_{\geq n}}=\left\{x_{i_{n}},x_{i_{n+1}},\ldots \right\},} es suficiente tener que {\displaystyle i\leq i_{n}.}
Dado que {\displaystyle i_{1}<i_{2}<\cdots } son números enteros estrictamente crecientes, existe un {\displaystyle n\in \mathbb {N} } tal que {\displaystyle i_{n}\geq i,} y, por lo tanto, {\displaystyle x_{\geq i}\supseteq x_{i_{\geq n}}} se cumple, tal como se desea.
En consecuencia, {\displaystyle \operatorname {Cola_{d}e_{F}iltro} \left(x_{\bullet }\right)\subseteq \operatorname {Colas_{d}e_{F}iltro} \left(x_{i_{\bullet }}\right).} El lado izquierdo será un subconjunto estricto/propio del lado derecho si (por ejemplo) cada punto de {\displaystyle x_{\bullet }} es único (es decir, cuando {\displaystyle x_{\bullet }:\mathbb {N} \to X} es inyectivo) y {\displaystyle x_{i_{\bullet }}} es la subsecuencia {\displaystyle \left(x_{2},x_{4},x_{6},\ldots \right)} con índice par porque, en estas condiciones, cada cola {\displaystyle x_{i_{\geq n}}=\left\{x_{2n},x_{2n+2},x_{2n+4},\ldots \right\}} (para cada {\displaystyle n\in \mathbb {N} }) de la subsecuencia pertenecerá al filtro del lado derecho pero no al filtro del lado izquierdo.
En otro ejemplo, si {\displaystyle {\mathcal {B}}} es cualquier familia, entonces {\displaystyle \varnothing \leq {\mathcal {B}}\leq {\mathcal {B}}\leq \{\varnothing \}} siempre se mantiene y, además, {\displaystyle \{\varnothing \}\leq {\mathcal {B}}{\text{ si y solo si }}\varnothing \in {\mathcal {B}}.}
Supóngase que {\displaystyle {\mathcal {C}}{\text{ y }}{\mathcal {F}}} son familias de conjuntos que satisfacen que {\displaystyle {\mathcal {B}}\leq {\mathcal {F}}{\text{ y }}{\mathcal {C}}\leq {\mathcal {F}}.} Entonces, {\displaystyle \ker {\mathcal {F}}\subseteq \ker {\mathcal {C}},} y {\displaystyle {\mathcal {C}}\neq \varnothing {\text{ implica que }}{\mathcal {F}}\neq \varnothing ,} y también {\displaystyle \varnothing \in {\mathcal {C}}{\text{ implica que }}\varnothing \in {\mathcal {F}}.}
Si además de {\displaystyle {\mathcal {C}}\leq {\mathcal {F}},{\mathcal {F}}} es una subbase de filtros y {\displaystyle {\mathcal {C}}\neq \varnothing ,} entonces {\displaystyle {\mathcal {C}}} es una subbase de filtros y también concuerdan {\displaystyle {\mathcal {C}}{\text{ y }}{\mathcal {F}}}.
De manera más general, si tanto {\displaystyle \varnothing \neq {\mathcal {B}}\leq {\mathcal {F}}{\text{ y }}\varnothing \neq {\mathcal {C}}\leq {\mathcal {F}}} como la intersección de dos elementos cualesquiera de {\displaystyle {\mathcal {F}}} no están vacíos, entonces {\displaystyle {\mathcal {B}}{\text{ y }}{\mathcal {C}}} concuerdan.
Cada subbase de filtros es más gruesa que el sistema Π y que el filtro generados.
Si {\displaystyle {\mathcal {C}}{\text{ y }}{\mathcal {F}}} son familias tales que {\displaystyle {\mathcal {C}}\leq {\mathcal {F}},} la familia {\displaystyle {\mathcal {C}}} es ultra, y {\displaystyle \varnothing \not \in {\mathcal {F}},} entonces {\displaystyle {\mathcal {F}}} es necesariamente ultra. De ello se deduce que cualquier familia que sea equivalente a una familia ultra será necesariamente ultra. En particular, si {\displaystyle {\mathcal {C}}} es un prefiltro, entonces tanto {\displaystyle {\mathcal {C}}} como el filtro {\displaystyle {\mathcal {C}}^{\uparrow X}} que genera son ultra o ninguno es ultra.
Si una subbase de filtros es ultra, entonces necesariamente es un prefiltro, en cuyo caso el filtro que genera también será ultra. Una subbase de filtros {\displaystyle {\mathcal {B}}} que no sea un prefiltro no puede ser ultra; pero aun así es posible que el prefiltro y el filtro generados por {\displaystyle {\mathcal {B}}} sean ultra. Si {\displaystyle S\subseteq X{\text{ y }}{\mathcal {B}}\subseteq \wp (X)} está cerrado hacia arriba en {\displaystyle X}, entonces {\displaystyle S\not \in {\mathcal {B}}{\text{ si y solo si }}(X\setminus S)\#{\mathcal {B}}.}
Propiedades relacionales de la subordinación
La relación {\displaystyle \,\leq \,} es reflexiva y transitiva, lo que la convierte en un preorden en {\displaystyle \wp (\wp (X)).} La relación {\displaystyle \,\leq \,{\text{ en }}\operatorname {Filtros} (X)} es antisimétrica, pero si {\displaystyle X} tiene más de un punto, entonces no es simétrica.
Simetría:
Para cualquier {\displaystyle {\mathcal {B}}\subseteq \wp (X),{\mathcal {B}}\leq \{X\}{\text{ si y solo si }}\{X\}={\mathcal {B}}.}
Entonces, el conjunto {\displaystyle X} tiene más de un punto si y solo si la relación {\displaystyle \,\leq \,{\text{ en }}\operatorname {Filtros} (X)} no es simétrica.
Antisimetría:
Si {\displaystyle {\mathcal {B}}\subseteq {\mathcal {C}}{\text{ entonces }}{\mathcal {B}}\leq {\mathcal {C}}} pero si bien lo contrario no se cumple en general, sí se cumple si {\displaystyle {\mathcal {C}}} está cerrado hacia arriba (por ejemplo, si {\displaystyle {\mathcal {C}}} es un filtro).
Dos filtros son equivalentes si y solo si son iguales, lo que hace que la restricción de {\displaystyle \,\leq \,} a {\displaystyle \operatorname {Filtros} (X)} sea antisimétrica.
Pero en general, {\displaystyle \,\leq \,} not es antisimétrica en {\displaystyle \operatorname {Prefiltros} (X)} ni en {\displaystyle \wp (\wp (X))}; es decir, {\displaystyle {\mathcal {C}}\leq {\mathcal {B}}{\text{ y }}{\mathcal {B}}\leq {\mathcal {C}}} no implica necesariamente que {\displaystyle {\mathcal {B}}={\mathcal {C}}}; ni siquiera si ambos {\displaystyle {\mathcal {C}}{\text{ y }}{\mathcal {B}}} son prefiltros. Por ejemplo, si {\displaystyle {\mathcal {B}}} es un prefiltro pero no un filtro, entonces {\displaystyle {\mathcal {B}}\leq {\mathcal {B}}^{\uparrow X}{\text{ y }}{\mathcal {B}}^{\uparrow X}\leq {\mathcal {B}}{\text{ pero }}{\mathcal {B}}\neq {\mathcal {B}}^{\uparrow X}.}

#### Familias equivalentes de conjuntos
El preorden {\displaystyle \,\leq \,} induce su relación de equivalencia canónica en {\displaystyle \wp (\wp (X)),} donde para todo {\displaystyle {\mathcal {B}},{\mathcal {C}}\in \wp (\wp (X)),} {\displaystyle {\mathcal {B}}} es equivalente a {\displaystyle {\mathcal {C}}} si se cumple alguna de las siguientes condiciones equivalentes:
1. {\displaystyle {\mathcal {C}}\leq {\mathcal {B}}{\text{ y }}{\mathcal {B}}\leq {\mathcal {C}}.}
2. Los cierres hacia arriba de {\displaystyle {\mathcal {C}}{\text{ y }}{\mathcal {B}}} son iguales.

Dos subconjuntos cerrados hacia arriba (en {\displaystyle X}) de {\displaystyle \wp (X)} son equivalentes si y solo si son iguales.
Si {\displaystyle {\mathcal {B}}\subseteq \wp (X)}, entonces necesariamente {\displaystyle \varnothing \leq {\mathcal {B}}\leq \wp (X)} y {\displaystyle {\mathcal {B}}} es equivalente a {\displaystyle {\mathcal {B}}^{\uparrow X}.}
Cada clase de equivalencia distinta de {\displaystyle \{\varnothing \}} contiene un representante único (es decir, un elemento de la clase de equivalencia) que está cerrado hacia arriba en {\displaystyle X.}
Propiedades preservadas entre familias equivalentes
Sea {\displaystyle {\mathcal {B}},{\mathcal {C}}\in \wp (\wp (X))} arbitrario y {\displaystyle {\mathcal {F}}} cualquier familia de conjuntos. Si {\displaystyle {\mathcal {B}}{\text{ y }}{\mathcal {C}}} son equivalentes (lo que implica que {\displaystyle \ker {\mathcal {B}}=\ker {\mathcal {C}}}), entonces para cada una de las afirmaciones/propiedades enumeradas a continuación, o es verdadera para ambos {\displaystyle {\mathcal {B}}{\text{ y }}{\mathcal {C}}} o es falsa para ambos {\displaystyle {\mathcal {B}}{\text{ y }}{\mathcal {C}}}:
1. No vacío
2. Propio (es decir, {\displaystyle \varnothing } no es un elemento)
  - Además, dos familias degeneradas cualesquiera son necesariamente equivalentes.
3. Subbase de filtros
4. Prefiltro
  - En cuyo caso {\displaystyle {\mathcal {B}}{\text{ y }}{\mathcal {C}}} generan el mismo filtro en {\displaystyle X} (es decir, sus cierres hacia arriba en {\displaystyle X} son iguales).
5. Libre
6. Principal
7. Ultra
8. Igual al filtro trivial {\displaystyle \{X\}}
  - En otras palabras, esto significa que el único subconjunto de {\displaystyle \wp (X)} que es equivalente al filtro trivial es el filtro trivial. En general, esta conclusión de igualdad no se extiende a filtros no triviales (una excepción es cuando ambas familias son filtros).
9. Concuerda con {\displaystyle {\mathcal {F}}}
10. Más fino que {\displaystyle {\mathcal {F}}}
11. Más grueso que {\displaystyle {\mathcal {F}}}
12. Es equivalente a {\displaystyle {\mathcal {F}}}

En la lista anterior falta la palabra "filtro" porque esta propiedad no se conserva por equivalencia. Sin embargo, si {\displaystyle {\mathcal {B}}{\text{ y }}{\mathcal {C}}} son filtros en {\displaystyle X,} entonces son equivalentes si y solo si son iguales; esta caracterización no se extiende a los prefiltros.
Equivalencia de prefiltros y subbases de filtros
Si {\displaystyle {\mathcal {B}}} es un prefiltro en {\displaystyle X}, entonces las siguientes familias siempre son equivalentes entre sí:
1. {\displaystyle {\mathcal {B}}};
2. El sistema Π generado por {\displaystyle {\mathcal {B}}};
3. El filtro en {\displaystyle X} generado por {\displaystyle {\mathcal {B}}};

y además, estas tres familias generan el mismo filtro en {\displaystyle X} (es decir, los cierres hacia arriba en {\displaystyle X} de estas familias son iguales).
En particular, cada prefiltro es equivalente al filtro que genera. Por transitividad, dos prefiltros son equivalentes si y solo si generan el mismo filtro.
Cada prefiltro equivale exactamente a un filtro en {\displaystyle X,} que es el filtro que genera (es decir, el cierre hacia arriba del prefiltro). Dicho de otra manera, cada clase de equivalencia de prefiltros contiene exactamente un representante que es un filtro. De esta manera, los filtros pueden considerarse simplemente elementos diferenciados de estas clases de equivalencia de prefiltros.
Una subbase de filtros que no sea también un prefiltro, puede no ser equivalente al prefiltro (o filtro) que genera. En cambio, cada prefiltro equivale al filtro que genera. Esta es la razón por la que los prefiltros pueden, en general, usarse indistintamente con los filtros que generan, mientras que esto no se puede hacer con las subbases de filtros. Cada filtro es a la vez un sistema Π y un anillo de conjuntos.
Ejemplos de determinación de equivalencia/no equivalencia
Ejemplos: Sea {\displaystyle X=\mathbb {R} } y {\displaystyle E} el conjunto {\displaystyle \mathbb {Z} } de números enteros (o el conjunto {\displaystyle \mathbb {N} }). Definir los conjuntos
{\displaystyle {\mathcal {B}}=\{[e,\infty )~:~e\in E\}\qquad {\text{ y }}\qquad {\mathcal {C}}_{\operatorname {abierto} }=\{(-\infty ,e)\cup (1+e,\infty )~:~e\in E\}\qquad {\text{ y }}\qquad {\mathcal {C}}_{\operatorname {cerrado} }=\{(-\infty ,e]\cup [1+e,\infty )~:~e\in E\}.}
Los tres conjuntos son subbases de filtros, pero ninguno es un filtro en {\displaystyle X} y solo {\displaystyle {\mathcal {B}}} es un prefiltro (de hecho, {\displaystyle {\mathcal {B}}} es incluso libre y cerrado bajo intersecciones finitas). El conjunto {\displaystyle {\mathcal {C}}_{\operatorname {cerrado} }} es fijo, mientras que {\displaystyle {\mathcal {C}}_{\operatorname {abierto} }} es libre (a menos que {\displaystyle E=\mathbb {N} }). Satisfacen que {\displaystyle {\mathcal {C}}_{\operatorname {cerrado} }\leq {\mathcal {C}}_{\operatorname {abierto} }\leq {\mathcal {B}},} pero no hay dos de estas familias equivalentes. Además, no hay dos filtros generados por estas tres subbases de filtros que sean equivalentes/iguales. Se puede llegar a esta conclusión demostrando que los sistemas Π que generan no son equivalentes. A diferencia de {\displaystyle {\mathcal {C}}_{\operatorname {abierto} },} cada conjunto en el sistema Π generado por {\displaystyle {\mathcal {C}}_{\operatorname {cerrado} }} contiene {\displaystyle \mathbb {Z} } como un subconjunto, que es lo que impide que sus sistemas Π generados (y, por lo tanto, sus filtros generados) sean equivalentes. Si {\displaystyle E} fuera {\displaystyle \mathbb {Q} {\text{ o }}\mathbb {R} }, entonces las tres familias serían libres y, aunque los conjuntos {\displaystyle {\mathcal {C}}_{\operatorname {cerrado} }{\text{ y }}{\mathcal {C}}_{\operatorname {abierto} }} seguirían siendo no equivalentes entre sí, sus sistemas Π generados serían equivalentes y, en consecuencia, generarían el mismo filtro en {\displaystyle X}. Sin embargo, este filtro común seguiría siendo estrictamente más grueso que el filtro generado por {\displaystyle {\mathcal {B}}.}

## Propiedades y construcciones en teoría de conjuntos

### Traza y concordancia
Si {\displaystyle {\mathcal {B}}} es un prefiltro (respectivamente filtro) en {\displaystyle X{\text{ y }}S\subseteq X}, entonces la traza de {\displaystyle {\mathcal {B}}{\text{ en }}S,} que es la familia {\displaystyle {\mathcal {B}}{\big \vert }_{S}:={\mathcal {B}}(\cap )\{S\},} es un prefiltro (respectivamente un filtro) si y solo si concuerdan {\displaystyle {\mathcal {B}}{\text{ y }}S} (es decir, {\displaystyle \varnothing \not \in {\mathcal {B}}(\cap )\{S\}}), en cuyo caso se dice que la traza de {\displaystyle {\mathcal {B}}{\text{ en }}S} es inducida por {\displaystyle S}.
Si {\displaystyle {\mathcal {B}}} es ultra y si {\displaystyle {\mathcal {B}}{\text{ y }}S} concuerdan, entonces la traza {\displaystyle {\mathcal {B}}{\big \vert }_{S}} es ultra.
Si {\displaystyle {\mathcal {B}}} es un ultrafiltro en {\displaystyle X}, entonces la traza de {\displaystyle {\mathcal {B}}{\text{ en }}S} es un filtro en {\displaystyle S} si y solo si {\displaystyle S\in {\mathcal {B}}.}
Por ejemplo, supóngase que {\displaystyle {\mathcal {B}}} es un filtro en {\displaystyle X{\text{ y }}S\subseteq X} y es tal que {\displaystyle S\neq X{\text{ y }}X\setminus S\not \in {\mathcal {B}}.} Entonces, {\displaystyle {\mathcal {B}}{\text{ y }}S} concuerdan y {\displaystyle {\mathcal {B}}\cup \{S\}} genera un filtro en {\displaystyle X} que es estrictamente más fino que {\displaystyle {\mathcal {B}}.}
Concordancia de prefiltros
Dadas las familias no vacías {\displaystyle {\mathcal {B}}{\text{ y }}{\mathcal {C}},} la familia
{\displaystyle {\mathcal {B}}(\cap ){\mathcal {C}}:=\{B\cap C~:~B\in {\mathcal {B}}{\text{ y }}C\in {\mathcal {C}}\}}
satisface que {\displaystyle {\mathcal {C}}\leq {\mathcal {B}}(\cap ){\mathcal {C}}} y {\displaystyle {\mathcal {B}}\leq {\mathcal {B}}(\cap ){\mathcal {C}}.}
Si {\displaystyle {\mathcal {B}}(\cap ){\mathcal {C}}} es propio (respectivamente un prefiltro, una subbase de filtros), entonces esto también es cierto para {\displaystyle {\mathcal {B}}{\text{ y }}{\mathcal {C}}.}
Para hacer deducciones significativas sobre {\displaystyle {\mathcal {B}}(\cap ){\mathcal {C}}} a partir de {\displaystyle {\mathcal {B}}{\text{ y }}{\mathcal {C}},{\mathcal {B}}(\cap ){\mathcal {C}}} es necesario que sea propio (es decir, {\displaystyle \varnothing \not \in {\mathcal {B}}(\cap ){\mathcal {C}},}, que es la motivación para la definición de "concordancia".
En este caso, {\displaystyle {\mathcal {B}}(\cap ){\mathcal {C}}} es un prefiltro (o subbase de filtros) si y solo si esto es cierto para {\displaystyle {\mathcal {B}}{\text{ y }}{\mathcal {C}}.}
Dicho de otra manera, si {\displaystyle {\mathcal {B}}{\text{ y }}{\mathcal {C}}} son prefiltros, entonces concuerdan si y solo si {\displaystyle {\mathcal {B}}(\cap ){\mathcal {C}}} es un prefiltro.
La generalización da una caracterización bien conocida de "concordancia" enteramente en términos de subordinación (es decir, {\displaystyle \,\leq \,}):
     Dos prefiltros (respectivamente, subbases de filtros) {\displaystyle {\mathcal {B}}{\text{ y }}{\mathcal {C}}} concuerdan entre sí, si y solo si existe un prefiltro (respectivamente, subbase de filtros) {\displaystyle {\mathcal {F}}} tal que {\displaystyle {\mathcal {C}}\leq {\mathcal {F}}} y {\displaystyle {\mathcal {B}}\leq {\mathcal {F}}.}
Si el límite superior mínimo de dos filtros {\displaystyle {\mathcal {B}}{\text{ y }}{\mathcal {C}}} existe en {\displaystyle \operatorname {Filtros} (X)}, entonces este límite superior mínimo es igual a {\displaystyle {\mathcal {B}}(\cap ){\mathcal {C}}.}

### Imágenes y preimágenes bajo funciones
En todo momento, {\displaystyle f:X\to Y{\text{ y }}g:Y\to Z} son aplicaciones entre conjuntos no vacíos.
Imágenes de prefiltros
Sea {\displaystyle {\mathcal {B}}\subseteq \wp (Y).} Muchas de las propiedades que {\displaystyle {\mathcal {B}}} pueda tener se conservan bajo imágenes de aplicaciones. Las excepciones notables incluyen estar cerrado hacia arriba, estar cerrado bajo intersecciones finitas y ser un filtro, que no necesariamente se conservan.
Explícitamente, si una de las siguientes propiedades es cierta para {\displaystyle {\mathcal {B}}{\text{ en }}Y,}, entonces necesariamente también será cierta para {\displaystyle g({\mathcal {B}}){\text{ en }}g(Y)} (aunque posiblemente no en el codominio {\displaystyle Z} a menos que la aplicación {\displaystyle g} sea sobreyectiva):
- Propiedades del filtro: ultra, ultrafiltro, filtro, prefiltro, subbase de filtro, ideal dual, cerrado hacia arriba, propio/no degenerado.
- Propiedades ideales: ideal, cerrado bajo uniones finitas, cerrado hacia abajo, dirigido hacia arriba.

Además, si {\displaystyle {\mathcal {B}}\subseteq \wp (Y)} es un prefiltro, también lo son {\displaystyle g({\mathcal {B}}){\text{ y }}g^{-1}(g({\mathcal {B}})).}.
La imagen  bajo una aplicación {\displaystyle f:X\to Y} de un conjunto ultra {\displaystyle {\mathcal {B}}\subseteq \wp (X)} es nuevamente ultra y si {\displaystyle {\mathcal {B}}} es un prefiltro ultra, entonces también lo es {\displaystyle f({\mathcal {B}}).}
Si {\displaystyle {\mathcal {B}}} es un filtro, entonces {\displaystyle g({\mathcal {B}})} es un filtro en el rango {\displaystyle g(Y),} pero es un filtro en el codominio {\displaystyle Z} si y solo si {\displaystyle g} es sobreyectiva.
De lo contrario, es solo un prefiltro en {\displaystyle Z} y su cierre hacia arriba debe tomarse en {\displaystyle Z} para obtener un filtro.
El cierre hacia arriba de {\displaystyle g({\mathcal {B}}){\text{ en }}Z} es
{\displaystyle g({\mathcal {B}})^{\uparrow Z}=\left\{S\subseteq Z~:~B\subseteq g^{-1}(S){\text{ para algún }}B\in {\mathcal {B}}\right\}}
donde si {\displaystyle {\mathcal {B}}} está cerrado hacia arriba en {\displaystyle Y} (es decir, es un filtro), esto se simplifica a:
{\displaystyle g({\mathcal {B}})^{\uparrow Z}=\left\{S\subseteq Z~:~g^{-1}(S)\in {\mathcal {B}}\right\}.}
Si {\displaystyle X\subseteq Y}, entonces tomar {\displaystyle g} como la relación de inclusión, {\displaystyle X\to Y} muestra que cualquier prefiltro (respectivamente, ultra prefiltro, subbase de filtro) en {\displaystyle X} también es un prefiltro (respectivamente, ultra prefiltro, subbase de filtro) en {\displaystyle Y.}
Preimágenes de prefiltros
Sea {\displaystyle {\mathcal {B}}\subseteq \wp (Y).}
Bajo el supuesto de que {\displaystyle f:X\to Y} es sobreyectiva:
     {\displaystyle f^{-1}({\mathcal {B}})} es un prefiltro (respectivcamente, subbase de filtro, sistema Π, cerrado bajo uniones finitas, propiamente dicho) si y solo si esto es cierto para {\displaystyle {\mathcal {B}}.}
Sin embargo, si {\displaystyle {\mathcal {B}}} es un ultrafiltro en {\displaystyle Y}, incluso si {\displaystyle f} es sobreyectiva (lo que convertiría a {\displaystyle f^{-1}({\mathcal {B}})} en un prefiltro), aún es posible que el prefiltro {\displaystyle f^{-1}({\mathcal {B}})} no sea ni ultra ni un filtro en {\displaystyle X}  (consúltese esta nota al pie de página para ver un ejemplo).
Si {\displaystyle f:X\to Y} no es sobreyectivo, entonces denótese la traza de {\displaystyle {\mathcal {B}}{\text{ sobre }}f(X)} por {\displaystyle {\mathcal {B}}{\big \vert }_{f(X)},} donde en este caso particular la traza satisface:
{\displaystyle {\mathcal {B}}{\big \vert }_{f(X)}=f\left(f^{-1}({\mathcal {B}})\right)}
y en consecuencia también:
{\displaystyle f^{-1}({\mathcal {B}})=f^{-1}\left({\mathcal {B}}{\big \vert }_{f(X)}\right).}
Esta última igualdad y el hecho de que la traza {\displaystyle {\mathcal {B}}{\big \vert }_{f(X)}} sea una familia de conjuntos sobre {\displaystyle f(X)} significa que para sacar conclusiones sobre {\displaystyle f^{-1}({\mathcal {B}}),} se puede utilizar la traza {\displaystyle {\mathcal {B}}{\big \vert }_{f(X)}} en lugar de {\displaystyle {\mathcal {B}}} y la sobreyección {\displaystyle f:X\to f(X)} se puede utilizar en lugar de {\displaystyle f:X\to Y.}
Por ejemplo:
     {\displaystyle f^{-1}({\mathcal {B}})} es un prefiltro (respectivamente subbase de filtro, sistema Π, propio) si y solo si esto es cierto para {\displaystyle {\mathcal {B}}{\big \vert }_{f(X)}.}
De esta manera, el caso en el que {\displaystyle f} no es (necesariamente) sobreyectivo se puede reducir al caso de una función sobreyectiva (que es un caso que se describió al comienzo de esta subsección).
Incluso si {\displaystyle {\mathcal {B}}} es un ultrafiltro en {\displaystyle Y,} y si {\displaystyle f} no es sobreyectiva, es posible que {\displaystyle \varnothing \in {\mathcal {B}}{\big \vert }_{f(X)},} lo que haría que {\displaystyle f^{-1}({\mathcal {B}})} también degenere. La siguiente caracterización muestra que la degeneración es el único obstáculo. Si {\displaystyle {\mathcal {B}}} es un prefiltro, entonces lo siguiente es equivalente:
1. {\displaystyle f^{-1}({\mathcal {B}})} es un prefiltro;
2. {\displaystyle {\mathcal {B}}{\big \vert }_{f(X)}} es un prefiltro;
3. {\displaystyle \varnothing \not \in {\mathcal {B}}{\big \vert }_{f(X)}};
4. {\displaystyle {\mathcal {B}}} se entrelaza con {\displaystyle f(X)}

y además, si {\displaystyle f^{-1}({\mathcal {B}})} es un prefiltro, entonces también lo es {\displaystyle f\left(f^{-1}({\mathcal {B}})\right).}
Si {\displaystyle S\subseteq Y} y {\displaystyle \operatorname {In} :S\to Y} denotan la relación de inclusión, entonces la traza de {\displaystyle {\mathcal {B}}{\text{ en }}S} es igual a {\displaystyle \operatorname {In} ^{-1}({\mathcal {B}}).} Esta observación permite que los resultados de esta subsección se apliquen a la investigación de la traza de un conjunto.
Biyecciones, inyecciones y sobreyecciones
Todas las propiedades que involucran filtros se conservan bajo biyecciones. Esto significa que si {\displaystyle {\mathcal {B}}\subseteq \wp (Y){\text{ y }}g:Y\to Z} es una biyección, entonces {\displaystyle {\mathcal {B}}} es un prefiltro (respectivamente ultra, ultra prefiltro, filtro en {\displaystyle X,} ultrafiltro en la subbase de filtros {\displaystyle X,} sistema Π, ideal en {\displaystyle X,} etc.) si y solo si lo mismo es cierto para {\displaystyle g({\mathcal {B}}){\text{ en }}Z.}
Una aplicación {\displaystyle g:Y\to Z} es inyectiva si y solo si para todos los prefiltros {\displaystyle {\mathcal {B}}{\text{ en }}Y,{\mathcal {B}}} es equivalente a {\displaystyle g^{-1}(g({\mathcal {B}})).} La imagen de una familia de conjuntos ultra bajo una inyección es nuevamente ultra.
La aplicación {\displaystyle f:X\to Y} es sobreyectiva si y solo si siempre que {\displaystyle {\mathcal {B}}} sea un prefiltro en {\displaystyle Y}. Lo mismo ocurre con {\displaystyle f^{-1}({\mathcal {B}}){\text{ en }}X} (este resultado no requiere el lema del ultrafiltro).

#### La subordinación es preservada por imágenes y preimágenes
La relación {\displaystyle \,\leq \,} se conserva tanto en imágenes como en preimágenes de familias de conjuntos.
Esto significa que para cualesquiera familias {\displaystyle {\mathcal {C}}{\text{ y }}{\mathcal {F}},}
{\displaystyle {\mathcal {C}}\leq {\mathcal {F}}\quad {\text{ implica que }}\quad g({\mathcal {C}})\leq g({\mathcal {F}})\quad {\text{ y }}\quad f^{-1}({\mathcal {C}})\leq f^{-1}({\mathcal {F}}).}
Además, las siguientes relaciones siempre se cumplen para cualquier familia de conjuntos {\displaystyle {\mathcal {C}}}:
{\displaystyle {\mathcal {C}}\leq f\left(f^{-1}({\mathcal {C}})\right)}
donde la igualdad se mantendrá si {\displaystyle f} es sobreyectiva. Además,
{\displaystyle f^{-1}({\mathcal {C}})=f^{-1}\left(f\left(f^{-1}({\mathcal {C}})\right)\right)\quad {\text{ y }}\quad g({\mathcal {C}})=g\left(g^{-1}(g({\mathcal {C}}))\right).}
Si {\displaystyle {\mathcal {B}}\subseteq \wp (X){\text{ y }}{\mathcal {C}}\subseteq \wp (Y)}, entonces
{\displaystyle f({\mathcal {B}})\leq {\mathcal {C}}\quad {\text{ si y solo si }}\quad {\mathcal {B}}\leq f^{-1}({\mathcal {C}})}
y {\displaystyle g^{-1}(g({\mathcal {C}}))\leq {\mathcal {C}}}, donde se mantendrá la igualdad si {\displaystyle g} es inyectiva.

### Productos de prefiltros
Supóngase que {\displaystyle X_{\bullet }=\left(X_{i}\right)_{i\in I}} es una familia de uno o más conjuntos no vacíos, cuyo producto se denotará por {\displaystyle \prod X_{\bullet }:=\prod _{i\in I}X_{i},} y para cada índice {\displaystyle i\in I,} sea
{\displaystyle \Pr {}_{X_{i}}:\prod X_{\bullet }\to X_{i}}
denota la proyección canónica.
Sean {\displaystyle {\mathcal {B}}_{\bullet }:=\left({\mathcal {B}}_{i}\right)_{i\in I}} familias no vacías, también indexadas por {\displaystyle I,} de modo que {\displaystyle {\mathcal {B}}_{i}\subseteq \wp \left(X_{i}\right)} para cada {\displaystyle i\in I.}
El producto de las familias {\displaystyle {\mathcal {B}}_{\bullet }} se define de manera idéntica a cómo se definen los subconjuntos abiertos básicos de la topología producto (si todos estos {\displaystyle {\mathcal {B}}_{i}} hubieran sido topologías). Es decir, tanto las notaciones
{\displaystyle \prod _{}{\mathcal {B}}_{\bullet }=\prod _{i\in I}{\mathcal {B}}_{i}}
denota la familia de todos los subconjuntos de cilindros {\displaystyle \prod _{i\in I}S_{i}\subseteq \prod _{}X_{\bullet }} tal que {\displaystyle S_{i}=X_{i}} para todos excepto un número finito de {\displaystyle i\in I} y donde {\displaystyle S_{i}\in {\mathcal {B}}_{i}} para cualquiera de estas excepciones finitas (es decir, para cualquier {\displaystyle i} tal que {\displaystyle S_{i}\neq X_{i},} necesariamente {\displaystyle S_{i}\in {\mathcal {B}}_{i}}).
Cuando cada {\displaystyle {\mathcal {B}}_{i}} es una subbase de filtros, entonces la familia {\displaystyle \bigcup _{i\in I}\Pr {}_{X_{i}}^{-1}\left({\mathcal {B}}_{i}\right)} es una subbase de filtros para el filtro en {\displaystyle \prod X_{\bullet }} generado por {\displaystyle {\mathcal {B}}_{\bullet }.}
Si {\displaystyle \prod {\mathcal {B}}_{\bullet }} es una subbase de filtros, entonces el filtro en {\displaystyle \prod X_{\bullet }} que genera se llama filtro generado por {\displaystyle {\mathcal {B}}_{\bullet }}.
Si cada {\displaystyle {\mathcal {B}}_{i}} es un prefiltro en {\displaystyle X_{i}}, entonces {\displaystyle \prod {\mathcal {B}}_{\bullet }} será un prefiltro en {\displaystyle \prod X_{\bullet }} y, además, este prefiltro es igual al prefiltro más grueso {\displaystyle {\mathcal {F}}{\text{ en }}\prod X_{\bullet }}, de modo que
{\displaystyle \Pr {}_{X_{i}}({\mathcal {F}})={\mathcal {B}}_{i}} por cada {\displaystyle i\in I.}
Sin embargo, es posible que {\displaystyle \prod {\mathcal {B}}_{\bullet }} no sea un filtro en {\displaystyle \prod X_{\bullet }} incluso si cada {\displaystyle {\mathcal {B}}_{i}} es un filtro en {\displaystyle X_{i}.}

### Resta de conjuntos y algunos ejemplos
Conjunto restando un subconjunto al núcleo
Si {\displaystyle {\mathcal {B}}} es un prefiltro en {\displaystyle X,S\subseteq \ker {\mathcal {B}},{\text{ y }}S\not \in {\mathcal {B}}}, entonces {\displaystyle \{B\setminus S~:~B\in {\mathcal {B}}\}} es un prefiltro, donde este último conjunto es un filtro si y solo si {\displaystyle {\mathcal {B}}} es un filtro y {\displaystyle S=\varnothing .} En particular, si {\displaystyle {\mathcal {B}}} es una base de entornos en un punto {\displaystyle x} en un espacio topológico que tiene {\displaystyle X} al menos en 2 puntos, entonces {\displaystyle \{B\setminus \{x\}~:~B\in {\mathcal {B}}\}} es un prefiltro en {\displaystyle X.} Esta construcción se utiliza para definir {\displaystyle \lim _{\stackrel {x\to x_{0}}{x\neq x_{0}}}f(x)\to y} en términos de convergencia de prefiltros.
Usar la dualidad entre ideales e ideales duales
Existe una relación dual {\displaystyle {\mathcal {B}}\vartriangleleft {\mathcal {C}}} o {\displaystyle {\mathcal {C}}\vartriangleright {\mathcal {B}},} que se define para significar que cada {\displaystyle B\in {\mathcal {B}}} está contenida en algún {\displaystyle C\in {\mathcal {C}}.} Explícitamente, esto significa que para cada {\displaystyle B\in {\mathcal {B}}}, hay algún {\displaystyle C\in {\mathcal {C}}} tal que {\displaystyle B\subseteq C.} Esta relación es dual con {\displaystyle \,\leq \,} en el sentido de que {\displaystyle {\mathcal {B}}\vartriangleleft {\mathcal {C}}} si y solo si {\displaystyle (X\setminus {\mathcal {B}})\leq (X\setminus {\mathcal {C}}).} La relación {\displaystyle {\mathcal {B}}\vartriangleleft {\mathcal {C}}} está estrechamente relacionada con el cierre hacia abajo de una familia, de manera similar a cómo {\displaystyle \,\leq \,} se relaciona con la familia del cierre hacia arriba.
Para ver un ejemplo que utiliza esta dualidad, supóngase que {\displaystyle f:X\to Y} es una aplicación y {\displaystyle \Xi \subseteq \wp (Y).} Defínase
{\displaystyle \Xi _{f}:=\{I\subseteq X~:~f(I)\in \Xi \}}
que contiene el conjunto vacío si y solo si {\displaystyle \Xi } lo contiene. Es posible que {\displaystyle \Xi } sea un ultrafiltro y que {\displaystyle \Xi _{f}} esté vacío o no cerrado bajo intersecciones finitas (véase nota al pie, por ejemplo). Aunque {\displaystyle \Xi _{f}} no conserva muy bien las propiedades de los filtros, si {\displaystyle \Xi } está cerrado hacia abajo (o cerrado bajo uniones finitas, un ideal), entonces esto también será cierto para {\displaystyle \Xi _{f}.} El uso de la dualidad entre ideales e ideales duales permite una construcción del siguiente filtro.
     Supóngase que {\displaystyle {\mathcal {B}}} es un filtro en {\displaystyle Y} y sea {\displaystyle \Xi :=Y\setminus {\mathcal {B}}} su dual en {\displaystyle Y.} Si {\displaystyle X\not \in \Xi _{f}}, entonces el dual {\displaystyle \Xi _{f}} de {\displaystyle X\setminus \Xi _{f}} será un filtro.
Otros ejemplos
Ejemplo: El conjunto {\displaystyle {\mathcal {B}}} de todos los subconjuntos abiertos densos de un espacio topológico es un sistema Π propio y un prefiltro. Si el espacio es un espacio de Baire, entonces el conjunto de todas las intersecciones numerables de subconjuntos abiertos densos es un sistema Π y un prefiltro que es más fino que {\displaystyle {\mathcal {B}}.}
Ejemplo: La familia {\displaystyle {\mathcal {B}}_{\operatorname {abierto} }} de todos los conjuntos abiertos densos de {\displaystyle X=\mathbb {R} } que tienen medida de Lebesgue finita es un sistema Π adecuado y un prefiltro libre. El prefiltro {\displaystyle {\mathcal {B}}_{\operatorname {abierto} }} está correctamente contenido en el prefiltro que consta de todos los subconjuntos abiertos densos de {\displaystyle \mathbb {R} }, y que no es equivalente a él. Dado que {\displaystyle X} es un espacio de Baire, cada intersección numerable de conjuntos en {\displaystyle {\mathcal {B}}_{\operatorname {abierto} }} es densa en {\displaystyle X} (y también exigua y no escasa), por lo que el conjunto de todas las intersecciones contables de elementos de {\displaystyle {\mathcal {B}}_{\operatorname {abierto} }} es un prefiltro y un sistema Π; que también es más fino que {\displaystyle {\mathcal {B}}_{\operatorname {abierto} }} y no es equivalente a él.

## Filtros y redes
Esta sección describe las relaciones entre prefiltros y redes con gran detalle debido a lo importantes que son estos detalles al aplicar filtros a la topología, particularmente al pasar de utilizar redes a utilizar filtros y viceversa, y porque facilita la comprensión posterior de por qué las subredes (con sus definiciones más utilizadas) generalmente no son equivalentes a "subprefiltros".

### Redes para prefiltros
Un red {\displaystyle x_{\bullet }=\left(x_{i}\right)_{i\in I}{\text{ en }}X} está asociado canónicamente con su prefiltro de colas {\displaystyle \operatorname {Colas} \left(x_{\bullet }\right).}
Si {\displaystyle f:X\to Y} es una aplicación y {\displaystyle x_{\bullet }} es una red en {\displaystyle X}, entonces {\displaystyle \operatorname {Colas} \left(f\left(x_{\bullet }\right)\right)=f\left(\operatorname {Colas} \left(x_{\bullet }\right)\right).}

### Prefiltros para redes
Un conjunto puntuado es un par {\displaystyle (S,s)} que consta de un conjunto {\displaystyle S} no vacío y de un elemento {\displaystyle s\in S.}
Para cualquier familia {\displaystyle {\mathcal {B}},} sea
{\displaystyle \operatorname {Conjuntos\,Puntuados} ({\mathcal {B}}):=\left\{(B,b)~:~B\in {\mathcal {B}}{\text{ y }}b\in B\right\}.}
Définase un conjunto preordenado {\displaystyle \,\leq \,} canónico en conjuntos puntuados declarando que
{\displaystyle (R,r)\leq (S,s)\quad {\text{ si y solo si }}\quad R\supseteq S.}
Si {\displaystyle s_{0},s_{1}\in S{\text{ entonces }}\left(S,s_{0}\right)\leq \left(S,s_{1}\right){\text{ y }}\left(S,s_{1}\right)\leq \left(S,s_{0}\right)}, incluso si {\displaystyle s_{0}\neq s_{1},} entonces este preorden no es antisimétrico y dada cualquier familia de conjuntos {\displaystyle {\mathcal {B}},} {\displaystyle (\operatorname {Conjuntos\,Puntuados} ({\mathcal {B}}),\leq )} está parcialmente ordenada si y solo si {\displaystyle {\mathcal {B}}\neq \varnothing } consta completamente de conjuntos unitarios.
Si {\displaystyle \{x\}\in {\mathcal {B}}{\text{ entonces }}(\{x\},x)} es un elemento máximo de {\displaystyle \operatorname {Conjuntos_{p}unteados} ({\mathcal {B}})}. Además, todos los elementos máximos tienen esta forma.
Si {\displaystyle \left(B,b_{0}\right)\in \operatorname {Conjuntos_{p}unteados} ({\mathcal {B}}){\text{ entonces }}\left(B,b_{0}\right)} es el elemento mayor si y solo si {\displaystyle B=\ker {\mathcal {B}},} en cuyo caso {\displaystyle \{(B,b)~:~b\in B\}} es el conjunto de todos los elementos mayores. Sin embargo, un elemento mayor {\displaystyle (B,b)} es un elemento máximo si y solo si {\displaystyle B=\{b\}=\ker {\mathcal {B}},} por lo que hay como máximo un elemento que es a la vez máximo y mayor.
Existe una aplicación canónica {\displaystyle \operatorname {Punto} _{\mathcal {B}}~:~\operatorname {Conjuntos_{p}unteados} ({\mathcal {B}})\to X} definido por {\displaystyle (B,b)\mapsto b.}
Aunque {\displaystyle (\operatorname {Conjuntos_{p}unteados} ({\mathcal {B}}),\leq )} no es, en general, un conjunto parcialmente ordenado, es un conjunto dirigido si (y solo si) {\displaystyle {\mathcal {B}}} es un prefiltro.
Entonces, la opción más inmediata para la definición de "la red en {\displaystyle X} inducida por un prefiltro {\displaystyle {\mathcal {B}}}" es la asignación {\displaystyle (B,b)\mapsto b} de {\displaystyle \operatorname {Conjuntos\,Puntuados} ({\mathcal {B}})} sobre {\displaystyle X.}
| Si {\displaystyle {\mathcal {B}}} es un prefiltro en {\displaystyle X}, entonces la red asociada con {\displaystyle {\mathcal {B}})} es la aplicación {\displaystyle {\begin{alignedat}{4}\operatorname {Red} _{\mathcal {B}}:\;&&(\operatorname {Conjuntos\,Puntuados} ({\mathcal {B}}),\leq )&&\,\to \;&X\\&&(B,b)&&\,\mapsto \;&b\\\end{alignedat}}} es decir, {\displaystyle \operatorname {Red} _{\mathcal {B}}(B,b):=b.} |

Si {\displaystyle {\mathcal {B}}} es un prefiltro en {\displaystyle X{\text{ entonces }}\operatorname {Red} _{\mathcal {B}}} es una red en {\displaystyle X} y el prefiltro asociado con {\displaystyle \operatorname {Red} _{\mathcal {B}}} es {\displaystyle {\mathcal {B}}}; es decir:
{\displaystyle \operatorname {Colas} \left(\operatorname {Red} _{\mathcal {B}}\right)={\mathcal {B}}.}
Esto no sería necesariamente cierto si {\displaystyle \operatorname {Red} _{\mathcal {B}}} se hubiera definido en un subconjunto propio de {\displaystyle \operatorname {Conjuntos\,Puntuados} ({\mathcal {B}}).}
Por ejemplo, supóngase que {\displaystyle X} tiene al menos dos elementos distintos, {\displaystyle {\mathcal {B}}:=\{X\}} es el filtro no discreto y {\displaystyle x\in X)} es arbitrario. Si {\displaystyle \operatorname {Red} _{\mathcal {B}}} se hubiera definido en el conjunto unitario {\displaystyle D:=\{(X,x)\},} donde la restricción de {\displaystyle \operatorname {Red} _{\mathcal {B}}} a {\displaystyle D} se denotará temporalmente por {\displaystyle \operatorname {Red} _{D}:D\to X,} entonces el prefiltro de colas asociado con {\displaystyle \operatorname {Red} _{D}:D\to X} sería el prefiltro principal {\displaystyle \{\,\{x\}\,\}} en lugar del filtro original {\displaystyle {\mathcal {B}}=\{X\}}. Esto significa que la igualdad {\displaystyle \operatorname {Colas} \left(\operatorname {Red} _{D}\right)={\mathcal {B}}} es falsa, por lo que a diferencia de {\displaystyle \operatorname {Red} _{\mathcal {B}},} el prefiltro {\displaystyle {\mathcal {B}}} no se puede recuperar de {\displaystyle \operatorname {Red} _{D}.}
Peor aún, mientras que {\displaystyle {\mathcal {B}}} es el filtro mínimo único en {\displaystyle X,} el prefiltro {\displaystyle \operatorname {Colas} \left(\operatorname {Red} _{D}\right)=\{\{x\}\}} genera un filtro máximo (es decir, un ultrafiltro) en {\displaystyle X.}
Sin embargo, si {\displaystyle x_{\bullet }=\left(x_{i}\right)_{i\in I}} es una red en {\displaystyle X}, entonces en general no es cierto que {\displaystyle \operatorname {Red} _{\operatorname {Colas} \left(x_{\bullet }\right)}} es igual a {\displaystyle x_{\bullet }} porque, por ejemplo, el dominio de {\displaystyle x_{\bullet }} puede tener una cardinalidad completamente diferente a la de {\displaystyle \operatorname {Red} _{\operatorname {Colas} \left(x_{\bullet }\right)}} (ya que, a diferencia del dominio de {\displaystyle \operatorname {Red} _{\operatorname {Colas} \left(x_{\bullet }\right)},} el dominio de una red arbitraria en {\displaystyle X} podría tener cualquier cardinalidad).
Ultrarredes y ultra prefiltros
Una red {\displaystyle x_{\bullet }{\text{ en }}X} se llama ultrarred o red universal en {\displaystyle X} si para cada subconjunto {\displaystyle S\subseteq X,x_{\bullet }} está finalmente en {\displaystyle S} o finalmente está en {\displaystyle X\setminus S}.
Esto sucede si y solo si {\displaystyle \operatorname {Colas} \left(x_{\bullet }\right)} es un ultra prefiltro.
Un prefiltro {\displaystyle {\mathcal {B}}{\text{ en }}X} es un ultra prefiltro si y solo si {\displaystyle \operatorname {Red} _{\mathcal {B}}} es una ultrarred en {\displaystyle X.}

#### Red parcialmente ordenada
El dominio de la red canónica {\displaystyle \operatorname {Red} _{\mathcal {B}}} en general no está parcialmente ordenado. Sin embargo, en 1955 Bruns y Schmidt descubrieron una construcción que permite que la red canónica tenga un dominio parcialmente ordenado y dirigido; esto fue redescubierto de forma independiente por Albert Wilansky en 1970.
Comienza con la construcción de un conjunto parcialmente ordenado (lo que significa transitivo y reflexivo) {\displaystyle \,<\,} en un subconjunto de {\displaystyle {\mathcal {B}}\times \mathbb {N} \times X} que es similar al orden lexicográfico en {\displaystyle {\mathcal {B}}\times \mathbb {N} } de los órdenes parciales estrictos {\displaystyle ({\mathcal {B}},\supsetneq ){\text{ y }}(\mathbb {N} ,<).}
Para cualquier {\displaystyle i=(B,m,b){\text{ y }}j=(C,n,c)} en {\displaystyle {\mathcal {B}}\times \mathbb {N} \times X,} se declara que {\displaystyle i<j} si y solo si
{\displaystyle B\supseteq C{\text{and either: }}{\text{(1) }}B\neq C{\text{ o si no (2) }}B=C{\text{ y }}m<n,}
o equivalentemente, si y solo si {\displaystyle {\text{(1) }}B\supseteq C,{\text{ y (2) si }}B=C{\text{ entonces }}m<n.}
El orden parcial no estricto asociado con {\displaystyle \,<,} denotado por {\displaystyle \,\leq ,} se define declarando que {\displaystyle i\leq j\,{\text{ si y solo si }}i<j{\text{ o }}i=j.}
Desarrollando estas definiciones, se obtiene la siguiente caracterización:

{\displaystyle i\leq j} si y solo si {\displaystyle {\text{ (1) }}B\supseteq C,{\text{ y (2) si }}B=C{\text{ entonces }}m\leq n,} y también {\displaystyle {\text{ (3) si }}B=C{\text{ y }}m=n{\text{ entonces }}b=c,}

lo que muestra que {\displaystyle \,\leq \,} es solo el orden lexicográfico en {\displaystyle {\mathcal {B}}\times \mathbb {N} \times X} inducido por {\displaystyle ({\mathcal {B}},\supseteq ),\,(\mathbb {N} ,\leq ),{\text{ y }}(X,=),} donde {\displaystyle X} está parcialmente ordenado por la igualdad {\displaystyle \,=.\,}
Ambos {\displaystyle \,<{\text{ y }}\leq \,} son seriales y ninguno posee un elemento mayor o un elemento máximo. Esto sigue siendo cierto si cada uno de ellos está restringido al subconjunto de {\displaystyle {\mathcal {B}}\times \mathbb {N} \times X} definido por
{\displaystyle {\begin{alignedat}{4}\operatorname {Poset} _{\mathcal {B}}\;&:=\;\{\,(B,m,b)\;\in \;{\mathcal {B}}\times \mathbb {N} \times X~:~b\in B\,\},\\\end{alignedat}}}
donde se supondrá que están en adelante.
Denótese la asignación {\displaystyle i=(B,m,b)\mapsto b} de este subconjunto por:
{\displaystyle {\begin{alignedat}{4}\operatorname {PosetNet} _{\mathcal {B}}\ :\ &&\ \operatorname {Poset} _{\mathcal {B}}\ &&\,\to \;&X\\[0.5ex]&&\ (B,m,b)\ &&\,\mapsto \;&b\\[0.5ex]\end{alignedat}}}
Si {\displaystyle i_{0}=\left(B_{0},m_{0},b_{0}\right)\in \operatorname {Poset} _{\mathcal {B}}}, al igual que con {\displaystyle \operatorname {Red} _{\mathcal {B}}} antes, la cola de {\displaystyle \operatorname {PosetNet} _{\mathcal {B}}} que comienza en {\displaystyle i_{0}} es igual a {\displaystyle B_{0}.}
Si {\displaystyle {\mathcal {B}}} es un prefiltro en {\displaystyle X} entonces {\displaystyle \operatorname {PosetNet} _{\mathcal {B}}} es una red en {\displaystyle X} cuyo dominio {\displaystyle \operatorname {Poset} _{\mathcal {B}}} es un conjunto parcialmente ordenado y además, {\displaystyle \operatorname {Colas} \left(\operatorname {Red_{P}oset} _{\mathcal {B}}\right)={\mathcal {B}}.}
Debido a que las colas de {\displaystyle \operatorname {Red_{p}oset} _{\mathcal {B}}{\text{ y }}\operatorname {Red} _{\mathcal {B}}} son idénticas (ya que ambas son iguales al prefiltro {\displaystyle {\mathcal {B}}}), normalmente no se pierde nada al suponer que el dominio de la red asociado con un prefiltro es dirigido y parcialmente ordenado. Si el conjunto {\displaystyle \mathbb {N} } se reemplaza con números racionales positivos, entonces el orden parcial estricto {\displaystyle <} también será un orden denso.

### Filtros subordinados y subredes
La noción de "{\displaystyle {\mathcal {B}}} está subordinada a {\displaystyle {\mathcal {C}}}" (escrito {\displaystyle {\mathcal {B}}\vdash {\mathcal {C}}}) es para filtros y prefiltros lo que "{\displaystyle x_{n_{\bullet }}=\left(x_{n_{i}}\right)_{i=1}^{\infty }}, una subsucesión de {\displaystyle x_{\bullet }=\left(x_{i}\right)_{i=1}^{\infty }}" es para sucesiones.
Por ejemplo, si {\displaystyle \operatorname {Colas} \left(x_{\bullet }\right)=\left\{x_{\geq i}:i\in \mathbb {N} \right\}} denota el conjunto de colas de {\displaystyle x_{\bullet }} y si {\displaystyle \operatorname {Colas} \left(x_{n_{\bullet }}\right)=\left\{x_{n_{\geq i}}:i\in \mathbb {N} \right\}} denota el conjunto de colas de la subsecuencia {\displaystyle x_{n_{\bullet }}} (donde {\displaystyle x_{n_{\geq i}}:=\left\{x_{n_{i}}~:~i\in \mathbb {N} \right\}}), entonces {\displaystyle \operatorname {Colas} \left(x_{n_{\bullet }}\right)~\vdash ~\operatorname {Colas} \left(x_{\bullet }\right)} (es decir, {\displaystyle \operatorname {Colas} \left(x_{\bullet }\right)\leq \operatorname {Colas} \left(x_{n_{\bullet }}\right)}) es verdadero, pero {\displaystyle \operatorname {Colas} \left(x_{\bullet }\right)~\vdash ~\operatorname {Colas} \left(x_{n_{\bullet }}\right)} es en general falso.

#### No equivalencia de subredes y filtros subordinados
Un subconjunto {\displaystyle R\subseteq I} de un espacio preordenado {\displaystyle (I,\leq )} es frecuente o cofinal en {\displaystyle I} si para cada {\displaystyle i\in I} existe algún {\displaystyle r\in R{\text{ tal que }}i\leq r.} Si {\displaystyle R\subseteq I} contiene una cola de {\displaystyle I}, entonces se dice que {\displaystyle R} es final en {\displaystyle I}}}. Explícitamente, esto significa que existe algún {\displaystyle i\in I{\text{ tal que }}I_{\geq i}\subseteq R} (es decir, {\displaystyle j\in R{\text{ para todo }}j\in I{\text{ satisficiendo que }}i\leq j}). Un conjunto final no necesariamente está vacío. Un subconjunto es final si y solo si su complemento no es frecuente (lo que se denomina infrecuente).
Una aplicación {\displaystyle h:A\to I} entre dos conjuntos reservados se dice que preserva el orden si siempre que {\displaystyle a,b\in A{\text{ satisface que }}a\leq b,{\text{ entonces }}h(a)\leq h(b).}
Las subredes en el sentido de Willard y las subredes en el sentido de Kelley son las definiciones más utilizadas de "subred".
La primera definición de subred fue introducida por John L. Kelley en 1955.
Stephen Willard introdujo su propia variante de la definición de subred de Kelley en 1970.
Las subredes AA fueron introducidas de forma independiente por Smiley (1957), Aarnes y Andenaes (1972) y Murdeshwar (1983). Aarnes y Andenaes estudiaron con gran detalle las subredes AA, pero no se utilizan con frecuencia.

Sean {\displaystyle S=S_{\bullet }~:~(A,\leq )\to X{\text{ y }}N=N_{\bullet }~:~(I,\leq )\to X} redes. Entonces,
1.  {\displaystyle S_{\bullet }}es una subred de Willard de {\displaystyle N_{\bullet }} o una subred en el sentido de Willard si existe una aplicación que preserve el orden {\displaystyle h:A\to I} tal que {\displaystyle S=N\circ h{\text{ y }}h(A)} es cofinal en {\displaystyle I.} 
2.  {\displaystyle S_{\bullet }} es una subred de Kelley de {\displaystyle N_{\bullet }} o una subred en el sentido de Kelley si existe una aplicación {\displaystyle h~:~A\to I{\text{ tal que }}S=N\circ h} y cuando se cumpla que si {\displaystyle E\subseteq I} es final en {\displaystyle I} entonces {\displaystyle h^{-1}(E)} es final en {\displaystyle A.} 
3.  {\displaystyle S_{\bullet }} es una subred AA de {\displaystyle N_{\bullet }} o una subred en el sentido de Aarnes y Andenaes si se cumple alguna de las siguientes condiciones equivalentes:
  1.  {\displaystyle \operatorname {Colas} \left(N_{\bullet }\right)\leq \operatorname {Colas} \left(S_{\bullet }\right).} 
  2.  {\displaystyle \operatorname {Filtro_{d}e_{C}olas} \left(N_{\bullet }\right)\subseteq \operatorname {Filtro_{d}e_{C}olas} \left(S_{\bullet }\right).} 
  3.  Si {\displaystyle J} está finalmente en {\displaystyle I{\text{ entonces }}S^{-1}(N(J))} está finalmente en {\displaystyle A.} 
  4.  Para cualquier subconjunto del retículo {\displaystyle R\subseteq X,{\text{ si }}\operatorname {Colas} \left(S_{\bullet }\right){\text{ y }}\{R\}}, también lo hace {\displaystyle \operatorname {Colas} \left(N_{\bullet }\right){\text{ y }}\{R\}.} 
  5.  Para cualquier subconjunto {\displaystyle R\subseteq X,{\text{ si }}\operatorname {Colas} \left(S_{\bullet }\right)\leq \{R\}{\text{ entonces }}\operatorname {Colas} \left(N_{\bullet }\right)\leq \{R\}.} 

Kelley no requirió que la aplicación {\displaystyle h} preservara el orden, mientras que la definición de una subred de AA elimina por completo cualquier aplicación entre los dominios de las dos redes y en su lugar se centra completamente en {\displaystyle X}, el codominio común de las redes.
Cada subred de Willard es una subred de Kelley y ambas son subredes AA.
En particular, si {\displaystyle y_{\bullet }=\left(y_{a}\right)_{a\in A}} es una subred de Willard o una subred de Kelley de {\displaystyle x_{\bullet }=\left(x_{i}\right)_{i\in I}}, entonces {\displaystyle \operatorname {Colas} \left(x_{\bullet }\right)\leq \operatorname {Colas} \left(y_{\bullet }\right).}
- Ejemplo: Sea {\displaystyle I=\mathbb {N} }, sea {\displaystyle x_{\bullet }} una secuencia constante, y póngase por caso que {\displaystyle x_{\bullet }=\left(0\right)_{i\in \mathbb {N} }.} Considérese que {\displaystyle s_{1}=0} y {\displaystyle A=\{1\}} de modo que {\displaystyle s_{\bullet }=\left(s_{a}\right)_{a\in A}=\left(s_{1}\right)} sea una red en {\displaystyle A.} Entonces {\displaystyle s_{\bullet }} es una subred AA de {\displaystyle x_{\bullet }} porque {\displaystyle \operatorname {Colas} \left(x_{\bullet }\right)=\{\{0\}\}=\operatorname {Colas} \left(s_{\bullet }\right).} Pero {\displaystyle s_{\bullet }} no es una subred de Willard de {\displaystyle x_{\bullet }} porque no existe ninguna aplicación {\displaystyle h:A\to I} cuya imagen sea un subconjunto cofinal de {\displaystyle I=\mathbb {N} .} Tampoco {\displaystyle s_{\bullet }} es una subred de Kelley de {\displaystyle x_{\bullet }} porque si {\displaystyle h:A\to I} es cualquier mapa entonces {\displaystyle E:=I\setminus \{h(1)\}} es un subconjunto cofinal de {\displaystyle I=\mathbb {N} } pero {\displaystyle h^{-1}(E)=\varnothing } finalmente no está en {\displaystyle A.}

Las subredes AA tienen una caracterización definitoria que muestra inmediatamente que son totalmente intercambiables con filtros subordinados.
Explícitamente, lo que se quiere decir es que la siguiente afirmación es cierta para las subredes AA:
     Si {\displaystyle {\mathcal {B}}{\text{ y }}{\mathcal {F}}} son prefiltros, entonces {\displaystyle {\mathcal {B}}\leq {\mathcal {F}}{\text{ si y solo si }}\operatorname {Red} _{\mathcal {F}}} es una subred AA de {\displaystyle \;\operatorname {Red} _{\mathcal {B}}.}
Si "subred AA" se reemplaza por "subred de Willard" o "subred de Kelley", la declaración anterior se convierte en falsa. En particular, el problema es que la siguiente afirmación es en general falsa:
     Declaración de falsedad: si {\displaystyle {\mathcal {B}}{\text{ y }}{\mathcal {F}}} son prefiltros de modo que {\displaystyle {\mathcal {B}}\leq {\mathcal {F}}{\text{ entonces }}\operatorname {Red} _{\mathcal {F}}} sea una subred Kelley de {\displaystyle \;\operatorname {Red} _{\mathcal {B}}.}
Dado que cada subred de Willard es una subred de Kelley, esta afirmación sigue siendo falsa si la palabra "subred de Kelley" se reemplaza por "subred de Willard".
- Contraejemplo (subordinación que las subredes de Kelley no pueden expresar): para todos los {\displaystyle n\in \mathbb {N} ,} deje {\displaystyle B_{n}=\{1\}\cup \mathbb {N} _{\geq n}.} Deje {\displaystyle {\mathcal {B}}=\{B_{n}~:~n\in \mathbb {N} \},} que es un sistema Π propio, y sea {\displaystyle {\mathcal {F}}=\{\{1\}\}\cup {\mathcal {B}},} donde ambas familias son prefiltros en los números naturales {\displaystyle X:=\mathbb {N} =\{1,2,\ldots \}.}
Porque {\displaystyle {\mathcal {B}}\leq {\mathcal {F}},{\mathcal {F}}} es a {\displaystyle {\mathcal {B}}} como una subsecuencia es a una secuencia.
Entonces, idealmente, {\displaystyle S=\operatorname {Red} _{\mathcal {F}}} debería ser una subred de {\displaystyle B=\operatorname {Red} _{\mathcal {B}}.}
Sea {\displaystyle I:=\operatorname {Conjuntos\,Puntuados} ({\mathcal {B}})} el dominio de {\displaystyle \operatorname {Red} _{\mathcal {B}},} por lo que {\displaystyle I} contiene un subconjunto cofinal que es de orden isomorfo a {\displaystyle \mathbb {N} } y, en consecuencia, no contiene ni un elemento máximo ni mayor.
Sea {\displaystyle A:=\operatorname {Conjuntos\,Puntuados} ({\mathcal {F}})=\{M\}\cup I,{\text{ donde }}M:=(1,\{1\})} un elemento máximo y mayor de {\displaystyle A.}
El conjunto dirigido {\displaystyle A} también contiene un subconjunto que es de orden isomorfo a {\displaystyle \mathbb {N} } (porque contiene {\displaystyle I,} que contiene dicho subconjunto), pero ningún subconjunto de ese tipo puede ser cofinal en {\displaystyle A} debido al elemento máximo {\displaystyle M.}
En consecuencia, cualquier aplicación {\displaystyle h:A\to I} que preserve el orden debe ser finalmente constante (con valor {\displaystyle h(M)}), donde {\displaystyle h(M)} es entonces el elemento mayor del rango {\displaystyle h(A).}
Debido a esto, no puede haber una aplicación {\displaystyle h:A\to I} que preserve el orden y que satisfaga las condiciones requeridas para que {\displaystyle \operatorname {Red} _{\mathcal {F}}} sea una subred Willard de {\displaystyle \operatorname {Red} _{\mathcal {B}}} (porque el rango de dicha aplicación {\displaystyle h} no puede ser cofinal en {\displaystyle I}).
Supóngase, en aras de la contradicción, que existe una aplicación {\displaystyle h:A\to I} tal que {\displaystyle h^{-1}\left(I_{\geq i}\right)} está finalmente en {\displaystyle A} para todo {\displaystyle i\in I.}
Porque {\displaystyle h(M)\in I,} existe {\displaystyle n,n_{0}\in \mathbb {N} } tal que {\displaystyle h(M)=\left(n_{0},B_{n}\right){\text{ con }}n_{0}\in B_{n}.}
Para cada {\displaystyle i\in I,} porque {\displaystyle h^{-1}\left(I_{\geq i}\right)} finalmente está en {\displaystyle A,} es necesario que {\displaystyle h(M)\in I_{\geq i}.}
En particular, si {\displaystyle i:=\left(n+2,B_{n+2}\right)} entonces {\displaystyle h(M)\geq i=\left(n+2,B_{n+2}\right),} que por definición es equivalente a {\displaystyle B_{n}\subseteq B_{n+2},} que es falso.
En consecuencia, {\displaystyle \operatorname {Red} _{\mathcal {F}}} no es una subred de Kelley de {\displaystyle \operatorname {Red} _{\mathcal {B}}.}[40].

Si "subred" se define como una subred de Willard o de Kelley, entonces las redes y los filtros no son completamente intercambiables porque existen relaciones filtro-filtro subordinadas que no se pueden expresar en términos de una relación red-subred entre las dos redes inducidas. En particular, el problema es que las subredes de Kelley y de Willard y no son completamente intercambiables con filtros subordinados. Si no se utiliza la noción de "subred" o si "subred" se define como subred AA, entonces esto deja de ser un problema y, por lo tanto, resulta correcto decir que las redes y los filtros son intercambiables. A pesar de que las subredes AA no tienen el problema que tienen las subredes de Willard y de Kelley, no se utilizan ni se conocen ampliamente.